# Crisis humanitaria de Gaza (2023-presente)

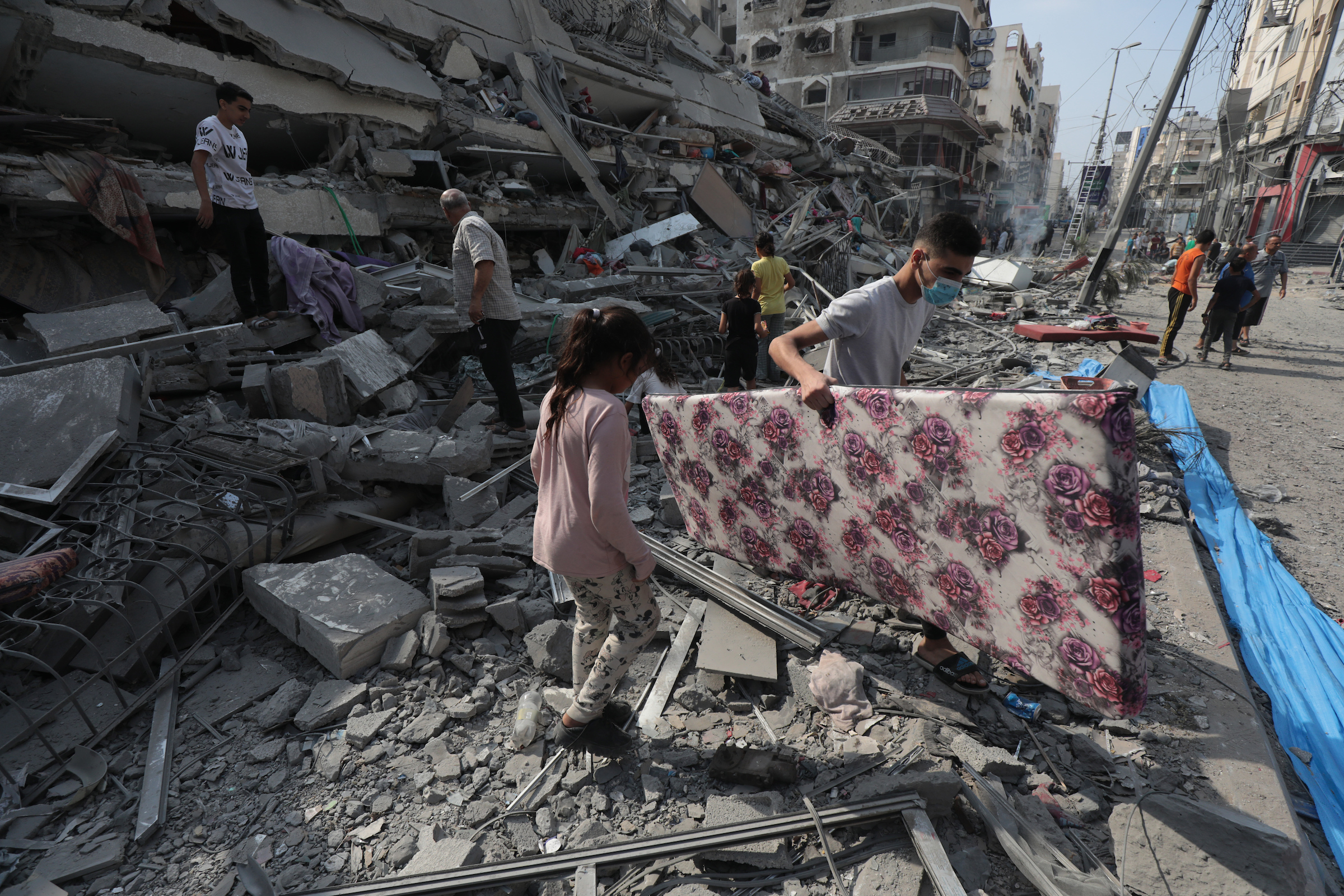
Los residentes inspeccionan las ruinas de un apartamento destruido por los ataques aéreos israelíes.

La Franja de Gaza está experimentando una continua crisis humanitaria como resultado de la guerra en Gaza que se desató a inicios de octubre de 2023.Al comienzo de la guerra, Israel implementó un bloqueo completo en la Franja de Gaza, lo que ha provocado una importante escasez de combustible, alimentos, medicinas, agua y suministros médicos esenciales.Este asedio provocó una caída del 90% en la disponibilidad eléctrica, afectando el suministro eléctrico a hospitales, plantas de tratamiento de aguas residuales y el cierre de plantas desaladoras que suministran agua potable.Brotes de enfermedades generalizadas se han extendido por toda Gaza.
Los intensos bombardeos aéreos israelíes causaron daños catastróficos a la infraestructura de Gaza, profundizando aún más la crisis. El Ministerio de Salud de Gaza informó que más de 4000 niños murieron en el primer mes de la guerra. El secretario general de la ONU António Guterres, afirmó que Gaza se había convertido en un cementerio de niños.
Organizaciones como Médicos Sin Fronteras, la Cruz Roja y una declaración conjunta de UNICEF, la Organización Mundial de la Salud, el Programa de las Naciones Unidas para el Desarrollo, el Fondo de Población de las Naciones Unidas y el Programa Mundial de Alimentos han advertido sobre un terrible colapso humanitario. El 8 de noviembre, el Alto Comisionado de las Naciones Unidas para los Derechos Humanos, Volker Turk describió el cruce de Rafah como «puerta a una pesadilla viviente».

## Antecedentes
Según diplomáticos, Hamás había dicho repetidamente en los meses previos al 7 de octubre de 2023 que no quería otra escalada militar en Gaza, ya que empeoraría la crisis humanitaria que se produjo después del conflicto de 2021.

## Comida y agua

### Hambruna

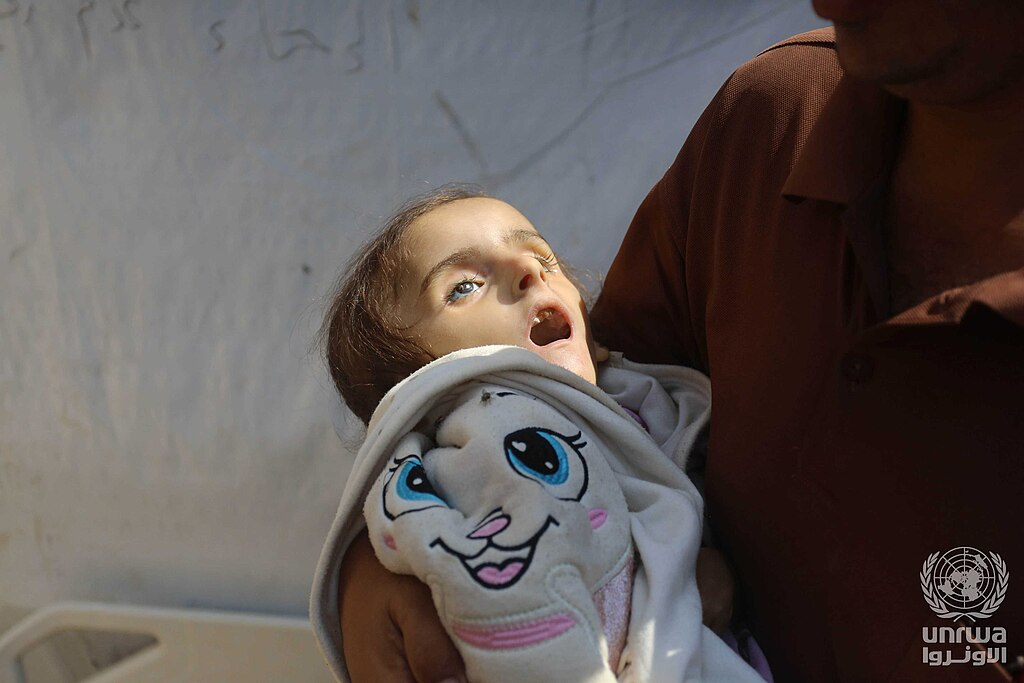
Una niña palestina de 4 años perdió la vida debido a la desnutrición y la falta de tratamiento debido a la guerra de Gaza.

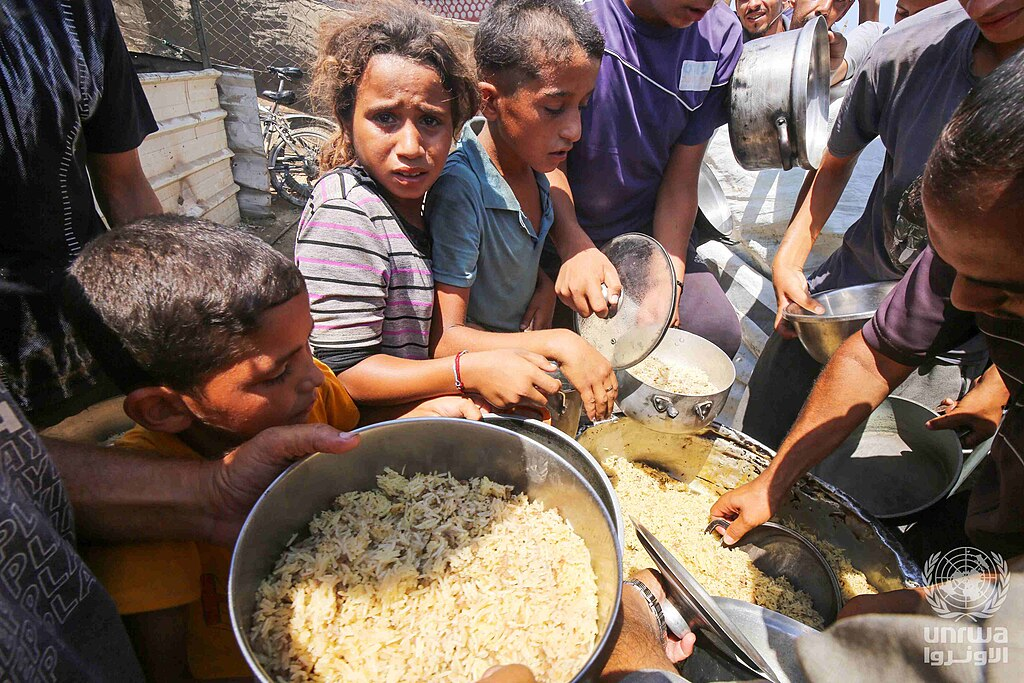
Palestinos desplazados en Deir el-Balah hacen fila para recibir alimentos proporcionados por organizaciones benéficas.

La situación en la Franja de Gaza alcanzó niveles alarmantes de hambruna e inseguridad alimentaria a finales de 2023 y principios de 2024. Informes de diversas fuentes, como el Programa Mundial de Alimentos y funcionarios de las Naciones Unidas, destacaron una situación devastadora en la que las reservas de alimentos estaban casi agotadas, las panaderías estaban siendo destruidas sistemáticamente por los ataques aéreos israelíes y el acceso a los suministros básicos de alimentos se volvía cada vez más escaso. Para noviembre, las colas de cientos de personas para obtener pan se volvieron comunes, lo que indicaba una crisis cada vez más profunda.
A medida que el conflicto persistía, la Franja de Gaza se vio empujada al borde de la hambruna, con informes que indicaban que pedir comida se volvió algo común y el hambre se volvió generalizada entre la población. En diciembre, las organizaciones internacionales de ayuda y los trabajadores humanitarios hicieron sonar las alarmas de hambruna masiva, con la mayoría de los hogares enfrentando un consumo inadecuado de alimentos y una porción significativa recurriendo a medidas extremas para sobrevivir. Human Rights Watch acusó a Israel de usar la hambruna como método de guerra en el territorio ocupado, exacerbando aún más la catástrofe humanitaria.
A principios de 2024, la Franja de Gaza se enfrentó a uno de los peores casos de hambruna provocada por el hombre en un siglo. El economista jefe del Programa Mundial de Alimentos señaló que la gran mayoría de las personas que experimentaban hambruna o hambre catastrófica en todo el mundo se concentraban en Gaza, lo que enfatizó la gravedad de la crisis. Los precios de los alimentos aumentaron en Gaza a medida que se agotaban las reservas de alimentos. Con la ayuda humanitaria limitada que entraba a la región y el aumento vertiginoso de los precios de los alimentos, la población continuó sufriendo, y los niños eran particularmente vulnerables a la desnutrición y la deshidratación. La comunidad internacional expresó su grave preocupación, reconociendo la sombra generalizada de la hambruna que se cernía sobre la población de Gaza y subrayando la urgente necesidad de una intervención humanitaria inmediata para evitar una mayor tragedia. Se considera que 2,2 millones de personas en Gaza experimentan inseguridad alimentaria a nivel de emergencia.
Según una carta enviada al presidente de Estados Unidos, Joe Biden, a la vicepresidenta Kamala Harris y a otros funcionarios estadounidenses el 2 de octubre de 2024 por 99 trabajadores de la salud estadounidenses que han servido en la Franja de Gaza desde el 7 de octubre de 2023, y citada en un estudio del Instituto Watson de Asuntos Internacionales y Públicos de la Universidad Brown, basado en los estándares de hambruna de la Clasificación Integrada de las Fases de la Seguridad Alimentaria financiada por los Estados Unidos, según la estimación más conservadora que pudieron calcular con base en los datos disponibles, al menos 62.413 personas en Gaza han muerto de hambre hasta ahora, la mayoría de ellas niños pequeños.
Israel ha cuestionado la metodología anterior del IPC, citando a académicos del sector de salud pública israelí. Un estudio realizado por investigadores de la Universidad de Columbia concluyó que «se están suministrando cantidades suficientes de alimentos a Gaza», aunque «puede que no siempre se distribuyan a la población debido a otros factores, como la guerra y el control de Hamás».

### Suministro de agua

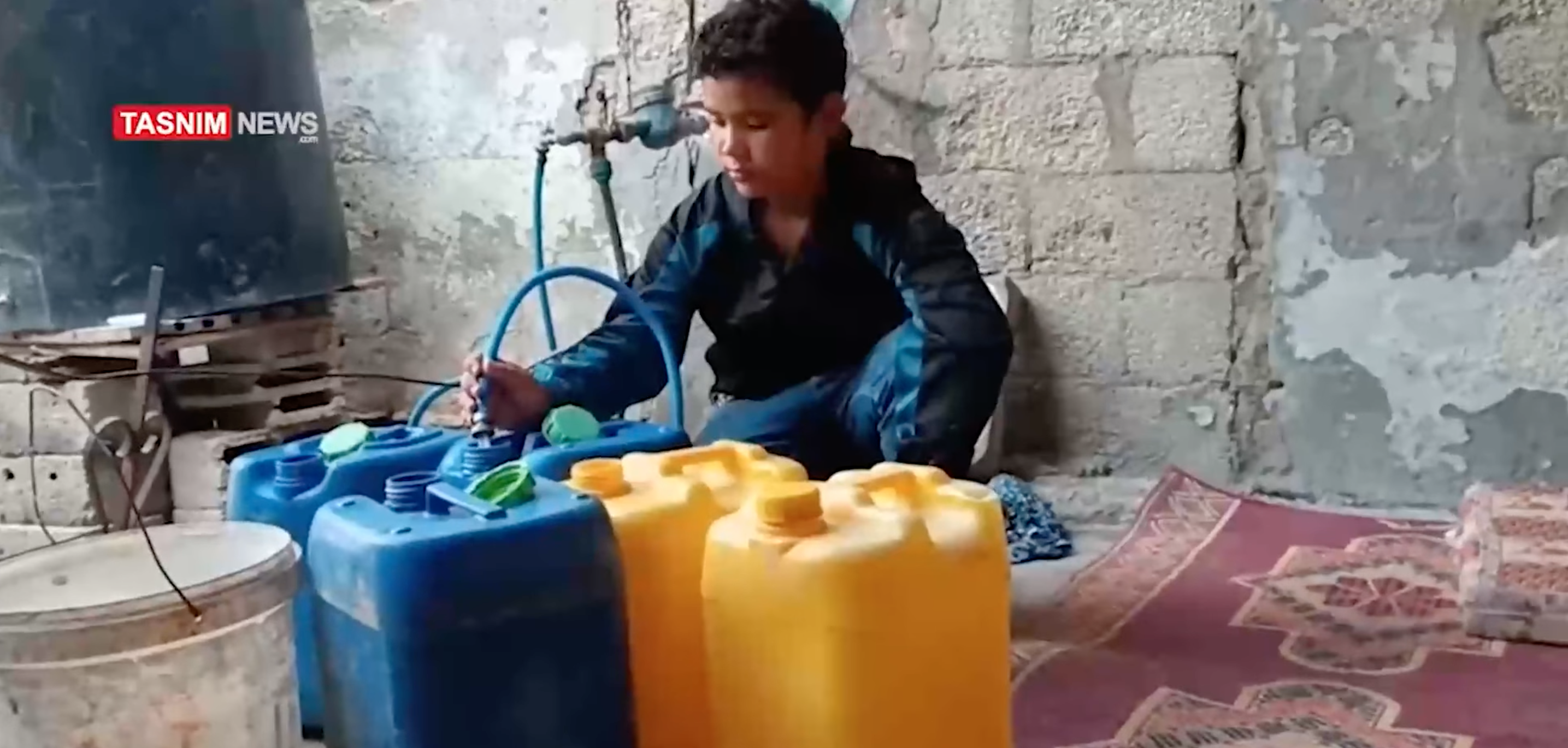
Niño llenando un recipiente de agua con una manguera de jardín a finales de octubre de 2023.

Antes de la guerra, Gaza compraba una pequeña parte de su agua a Israel (6% en 2021). El bloqueo israelí de las tuberías de agua agravó los problemas de suministro de agua en la Franja de Gaza, que ya tenía una escasez casi total de acuíferos aptos para el consumo. El 12 de octubre, las Naciones Unidas afirmaron que las acciones israelíes habían causado escasez de agua que afectaba a 650.000 personas. El 14 de octubre, la UNRWA anunció que Gaza ya no contaba con agua potable y que dos millones de personas corrían peligro de muerte.
El 15 de octubre de 2023, Israel acordó reanudar el suministro de agua, pero solo en el sur de Gaza. Debido a que las bombas de agua de Gaza requieren electricidad, el acuerdo no garantizó la renovación del acceso al agua. El 16 de octubre, el ministro de Energía isarelí, Israel Katz, afirmó que había agua disponible cerca del sur de Jan Yunis, pero el Ministerio del Interior de Gaza lo negó. Al mismo tiempo, los residentes bebían agua de mar y agua salobre de pozos agrícolas, lo que aumentaba el temor a enfermedades transmitidas por el agua. Los médicos y el personal hospitalario consumían soluciones intravenosas. Para el 17 de octubre, la ONU declaró que la última planta desalinizadora de agua de mar de Gaza había cerrado. The Guardian afirmó que los temores eran cada vez mayores y que la gente había comenzado a morir por deshidratación. El 18 de octubre, Israel anunció que no permitiría la entrada de combustible a Gaza. La UNRWA declaró que se necesitaba combustible para reanudar el funcionamiento de las bombas de agua. Algunos gazatíes compraron agua a vendedores privados que la purificaban con paneles solares. El 19 de octubre, la ONU informó que los habitantes de Gaza sobrevivían con un promedio diario de tres litros de agua cada uno. Mientras que la Organización Mundial de la Salud recomienda un mínimo de 50 a 100 litros por día. El 22 de octubre, la ONU declaró que los habitantes de Gaza habían recurrido a beber agua no potable.
En noviembre de 2023, la ONU declaró que muchos aún dependían de «agua subterránea salobre o salina», si es que llegaban a beber agua. El 6 de noviembre, la OCHA declaró que la continua escasez de agua aumentaba el temor a la deshidratación. La UNRWA anunció el 15 de noviembre que, debido a la falta de combustible, el 70 % de Gaza ya no tendría acceso a agua potable. El 17 de noviembre, Oxfam declaró que el suministro de agua de Gaza se encontraba al 17 % de su capacidad anterior al asedio. El 27 de noviembre, los residentes del norte de Gaza recibieron su primer suministro de agua potable desde el inicio de la guerra.
Médicos Sin Fronteras declaró el 18 de diciembre de 2023 que el sistema de agua en Gaza había colapsado. UNICEF informó que los niños del sur de Gaza recibían 1,5 litros de agua al día, cuando la cantidad mínima para sobrevivir es de tres litros al día. Al 6 de diciembre, la única planta de desalinización de agua en el norte de Gaza estaba inoperativa, mientras que la tubería que transporta agua desde Israel al norte permanecía cerrada, lo que aumentaba la probabilidad de deshidratación y enfermedades transmitidas por el agua debido al consumo de fuentes de agua no potable. El impacto en los hospitales ha sido grave, ya que solo uno de los 24 hospitales del norte de Gaza estaba operativo y con capacidad para aceptar nuevos pacientes, aunque con servicios limitados, al 14 de diciembre. El 13 de diciembre, Israel comenzó a bombear agua de mar a túneles presuntamente utilizados por Hamás. Los expertos advirtieron que esto dañaría irreversiblemente los acuíferos y el suministro de agua potable de Gaza. Las FDI reconocieron que estaban inundando los túneles el 30 de enero.
En enero de 2024, el ejército israelí destruyó los principales embalses de la ciudad de Gaza, Al-Balad y Al-Rimal. El director de ambulancias y centros de emergencia de Gaza declaró el 20 de enero que «la lucha por el agua es un tormento diario». El director de la Oficina de Coordinación de Asuntos Humanitarios (OCAH) de las Naciones Unidas para Gaza declaró: «Solo podemos cubrir un tercio de las necesidades de agua potable de la población».
En febrero de 2024, la Organización de las Naciones Unidas para la Alimentación y la Agricultura (FAO) declaró que el agua se encontraba al 7 % de los niveles anteriores a la guerra. En mayo de 2024, la Empresa de Agua de los Municipios Costeros informó: «Todos los sistemas de suministro de agua y gestión de aguas residuales están al borde del colapso total debido a la magnitud de los daños». La Oficina de Naciones Unidas para la Coordinación de Asuntos Humanitarios (OCAH) afirmó que algunas personas desplazadas sobrevivían con el 3 % de sus necesidades diarias mínimas de agua. En junio de 2024, UNICEF llegó a un acuerdo con Israel para restaurar una planta desalinizadora.
En julio de 2024, el ejército israelí declaró que había permitido que se restableciera el suministro eléctrico a una planta desalinizadora en Gaza. Los niños de Al-Mawasi esperaban de seis a ocho horas diarias buscando agua, y las autoridades afirmaron que las instalaciones que atendían a unas 700.000 personas estaban fuera de servicio. Para agosto de 2024, la UNRWA advirtió que la crisis hídrica en Gaza se había agravado, y que la gente solo recibía aproximadamente la mitad de los litros de agua necesarios al día. Se informó que los niños bebían de los charcos debido a la falta de agua potable.

## Enfermedades

### Salud física y enfermedad
|      | World Health Organization | Twitter |
| @WHO |                           |         |

             Mientras las muertes y las lesiones siguen aumentando en Gaza debido a la intensificación de las hostilidades, el intenso hacinamiento y los sistemas de salud, agua y saneamiento perturbados plantean un peligro adicional: la rápida propagación de enfermedades infecciosas.
         

        8 de noviembre de 2023

Expertos en salud pública advirtieron sobre el brote y la propagación de enfermedades en Gaza. Según Oxfam y las Naciones Unidas, la falta de agua potable y saneamiento en Gaza provocaría un aumento del cólera y otras enfermedades infecciosas mortales. Oxfam declaró que las estaciones de bombeo de aguas residuales y las plantas de tratamiento de aguas residuales de Gaza habían cesado sus operaciones, por lo que la acumulación de residuos sólidos y cadáveres sin enterrar probablemente eran vectores de enfermedades. Debido a la falta de agua potable, los residentes de Gaza bebían agua contaminada con aguas residuales, agua de mar y agua de cultivo, otra fuente importante de enfermedades. Richard Brennan, director regional de emergencias de la OMS, declaró: «Las condiciones son propicias para la propagación de diversas enfermedades diarreicas y cutáneas».
Los médicos también advirtieron sobre las condiciones de hacinamiento en escuelas y hospitales. El Dr. Nahed Abu Taaema afirmó que los refugios abarrotados eran «un caldo de cultivo ideal para la propagación de enfermedades». Abu Taaema reportó un aumento de erupciones cutáneas, infecciones pulmonares y problemas estomacales. El 24 de octubre, el Ministerio de Salud de Gaza registró 3150 casos de enfermedades por beber agua contaminada, principalmente entre niños. La falta de suministros médicos fue otro problema reportado, ya que la Organización Mundial de la Salud informó de una crisis de saneamiento en los hospitales, donde algunos tienen dificultades para desinfectar el equipo quirúrgico. El Dr. Iyad Issa Abu Zaher declaró: «El brote de enfermedades es inevitable». Las escuelas de UNRWA, donde se estima que se refugiaban 600 000 gazatíes, reportaron brotes de sarna y varicela, así como falta de higiene básica para las mujeres que menstrúan. El 27 de octubre, Acción contra el Hambre advirtió que las personas estaban desarrollando insuficiencia renal debido al consumo de agua salada y la deshidratación.
El 6 de noviembre, la OCHA declaró que las personas con discapacidad sufrían de forma desproporcionada debido a la falta de alojamiento en la mayoría de los albergues. La UNRWA anunció que se habían reportado casos de infecciones respiratorias, diarrea y varicela en sus albergues. El 10 de noviembre, la OMS declaró que las enfermedades infecciosas, incluidas la diarrea y la varicela, estaban aumentando en la Franja de Gaza. La OCHA afirmó que la acumulación de residuos en las calles suponía un potencial riesgo de propagación de enfermedades transmitidas por el aire e infestaciones transmitidas por insectos y ratas. Los médicos informaron que, debido a la falta de agua potable y yodo, las heridas de los pacientes a menudo estaban infestadas de gusanos.
Las aguas residuales se desbordaron en las calles, creando un desastre sanitario y ambiental. El 8 de noviembre, la Organización Mundial de la Salud declaró que desde el inicio del conflicto, se habían reportado 33 551 casos de diarrea, 8944 casos de sarna y piojos, 1005 casos de varicela, 12 635 casos de erupción cutánea y 54 866 casos de infecciones de las vías respiratorias superiores. El 17 de noviembre, la OMS actualizó estas cifras, indicando que había 70 000 casos de infecciones respiratorias agudas y más de 44 000 casos de diarrea, que eran significativamente más altos de lo esperado. UNICEF advirtió que el empeoramiento de la situación del saneamiento amenazaba con un brote masivo de enfermedades.
El 28 de noviembre, la OMS declaró que había más palestinos en riesgo de morir por enfermedades que por bombardeos. El director de la UNRWA, Philippe Lazzarini, advirtió sobre un inminente «tsunami humanitario», ya que la gente sucumbía a las enfermedades y a la falta de saneamiento y agua potable. Las Naciones Unidas informaron sobre un brote de hepatitis A el 3 de diciembre, también informaron sobre brotes de enfermedades en los refugios del sur de Gaza. Volker Türk advirtió sobre las condiciones insalubres en medio de los desplazamientos masivos en el sur de Gaza. El 7 de diciembre, la Organización Mundial de la Salud informó sobre un aumento de las infecciones respiratorias agudas, sarna, ictericia y diarrea. El 13 de diciembre, se reportaron 360 000 casos de enfermedades infecciosas en los refugios. El 20 de diciembre, la OMS informó que Gaza estaba experimentando un aumento vertiginoso de brotes de enfermedades infecciosas.
El 29 de diciembre, el director de la OMS, Tedros Adhanom Ghebreyesus, informó de 180 000 casos de infecciones de las vías respiratorias superiores, 136 400 casos de diarrea, 55 400 casos de piojos y sarna, 5330 casos de varicela, 42 700 casos de erupciones cutáneas y 4722 casos de impétigo. Las inundaciones en Gaza esparcieron aguas residuales, lo que aumentó los temores de propagación de enfermedades. El 19 de enero, Yahya Al-Sarraj, alcalde de la ciudad de Gaza, declaró que se habían acumulado más de 50 000 toneladas de basura en la ciudad, lo que contribuyó aún más a la propagación de enfermedades. Los padres informaron de que sus hijos enfermaron tras estar expuestos a aguas residuales sin tratar.
En su discurso ante el Consejo de Seguridad de la ONU el 31 de enero de 2024, Martin Griffiths, subsecretario general de la ONU para Asuntos Humanitarios y Coordinación de la Ayuda de Emergencia, ofreció un panorama completo de los desafíos que enfrentan actualmente numerosas personas en Gaza. Según nuestras últimas estimaciones, aproximadamente el 75 % de la población ha sido desplazada. Las condiciones de vida que padecen son deplorables y se deterioran día a día. Los campamentos improvisados de tiendas de campaña, establecidos por refugiados y desplazados, se ven inundados por las fuertes lluvias, obligando a niños, padres y ancianos a buscar refugio en el barro. El problema de la inseguridad alimentaria sigue en aumento, mientras que el acceso al agua potable sigue siendo casi totalmente inalcanzable. Dada la limitada disponibilidad de apoyo a la salud pública, las enfermedades prevenibles están descontroladas y se propagarán de forma persistente. El 4 de marzo, el Ministerio de Salud de Gaza declaró que había registrado alrededor de un millón de casos de enfermedades infecciosas.
La situación en Gaza está empeorando, lo que provoca la propagación de enfermedades debido a la falta de agua potable y alcantarillado insuficiente. Según las Naciones Unidas, la población de Gaza se enfrenta a una escasez de agua y productos de higiene, lo que afecta negativamente a su bienestar general y a su salud física. Además, la acumulación de residuos sólidos en zonas públicas, hospitales, albergues para desplazados internos y otros lugares es una gran preocupación, ya que supone riesgos significativos para la salud pública. La cantidad de residuos no recogidos, que asciende a decenas de miles de toneladas, agrava estos riesgos. En abril de 2024, la Oficina de Medios de Comunicación de Gaza declaró que la contaminación ambiental en el norte de Gaza había alcanzado «niveles sin precedentes» debido a «montañas de residuos y cientos de fosas comunes». En mayo de 2024, la ONU declaró: «Los mosquitos, las moscas y las ratas se están propagando, al igual que las enfermedades». Oxfam informó de la amenaza de brotes de enfermedades debido a la acumulación de «excrementos humanos y ríos de aguas residuales en las calles».
En julio de 2024, se detectó poliovirus en las aguas residuales de Gaza. El 29 de julio, el Ministerio de Salud de Gaza declaró oficialmente una epidemia de polio en la Franja de Gaza.
Según una carta enviada al presidente Joseph Biden, a la vicepresidenta Kamala Harris y a otros funcionarios estadounidense el 2 de octubre de 2024 por 99 trabajadores de la salud estadounidenses que han trabajado en la Franja de Gaza desde el 7 de octubre de 2023, y citada en un estudio del Instituto Watson de Asuntos Internacionales y Públicos de la Universidad Brown, al menos 5000 personas en Gaza han muerto debido a la falta de acceso a la atención de enfermedades crónicas según una estimación conservadora.

### Salud psicológica
Semanas de continuos ataques aéreos, combates y explosiones han contribuido a la destrucción psicológica de los niños en Gaza. Tras 16 días de bombardeo, los niños sufrían traumas graves, con síntomas como convulsiones, agresividad, enuresis y nerviosismo. El 90 % de los niños en hospitales pediátricos de Gaza presentaron o informaron síntomas de ansiedad, la mayoría presentó síntomas de estrés postraumático y el 82 % declaró temor a una muerte inminente. El 6 de noviembre, el portavoz de UNICEF, Toby Fricker, advirtió sobre el impacto psicológico y el «estrés masivo» que experimentaban los niños en Gaza. El 17 de noviembre, el director de la OMS, Tedros Adhanom Ghebreyesus, declaró que 20 000 personas necesitaban servicios especializados de salud mental. El 9 de enero de 2024, la OCHA informó que 485 000 personas con problemas de salud mental estaban experimentando interrupciones en su atención.

## Sistema sanitario

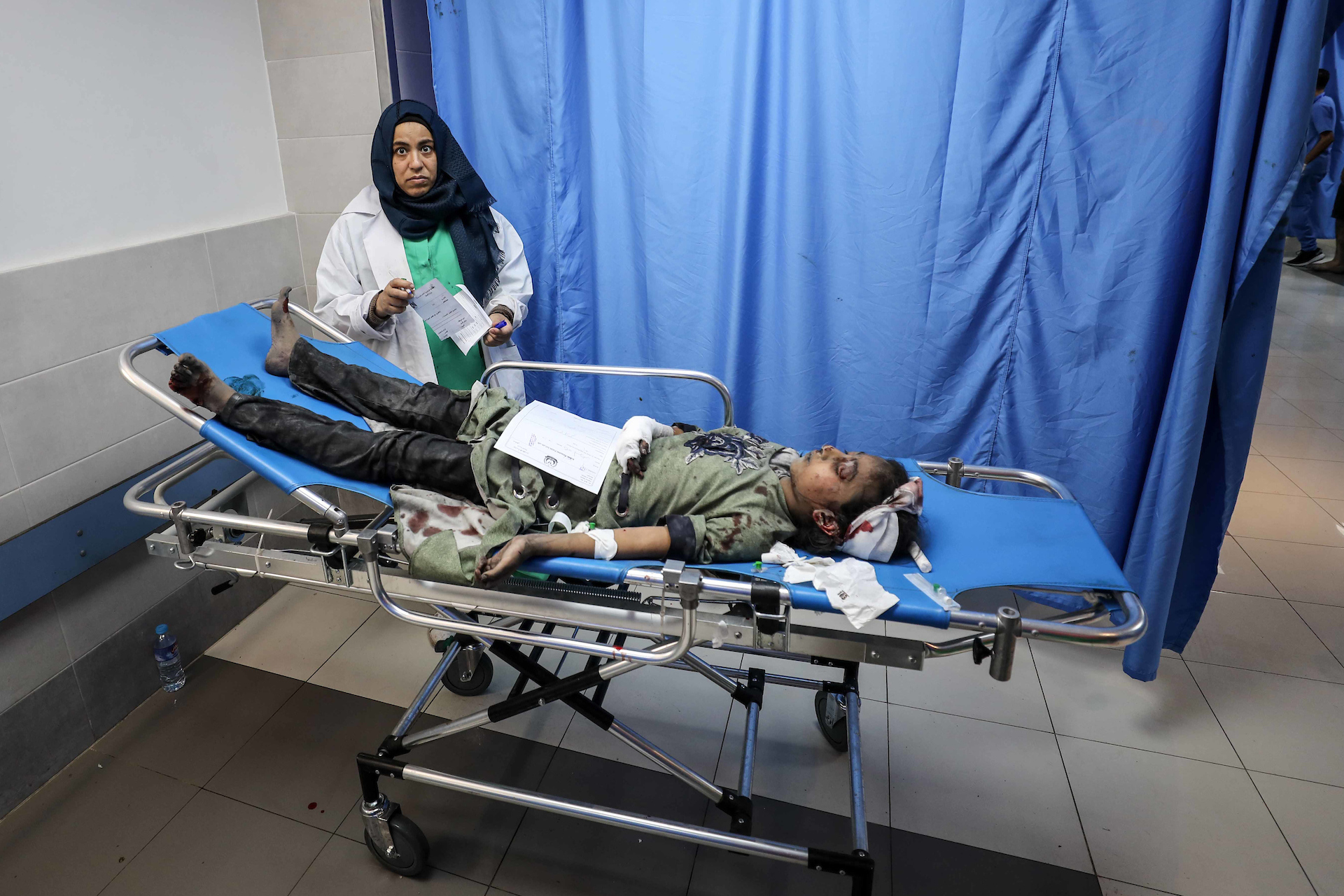
Un médico atiende a un niño herido, en el Hospital Al-Shifa.

El sistema de salud de Gaza enfrentó varias crisis humanitarias como resultado del conflicto. Debido al asedio israelí, los hospitales se enfrentaron a la escasez de combustible y dependieron de generadores de emergencia durante las dos primeras semanas de la guerra. Para el 23 de octubre, los hospitales de Gaza comenzaron a cerrar por falta de combustible, empezando por el Hospital Indonesio. Cuando los hospitales se quedaron sin electricidad, murieron varios bebés prematuros en las UCIN. Numerosos profesionales médicos murieron a causa de los ataques aéreos israelíes, y ambulancias, instituciones de salud, sedes médicas y varios hospitales fueron destruidos. Médicos Sin Fronteras informó que decenas de ambulancias e instalaciones médicas resultaron dañadas o destruidas. A finales de octubre, el Ministerio de Salud de Gaza declaró que el sistema de salud había colapsado por completo.
Para el 5 de enero de 2024, la Organización Mundial de la Salud informó que se habían producido 304 ataques contra centros de salud en Gaza desde el 7 de octubre, con 606 muertes. El 24 de enero, la OMS declaró que siete de los veinticuatro hospitales seguían funcionando parcialmente en el norte de Gaza y siete de los doce en el sur de Gaza. El 26 de enero, un alto funcionario del ACNUDH declaró: «Temo que mueran muchos más civiles. Los continuos ataques contra instalaciones especialmente protegidas, como hospitales, causarán la muerte de civiles». Ese mismo día, un coordinador de Médicos Sin Fronteras declaró: «Ya no hay sistema de salud en Gaza». Un asesor técnico superior del Comité Internacional de Rescate declaró: «No hay nada que pudiera haberme preparado para los horrores que presencié». En mayo de 2024, el Programa de las Naciones Unidas para el Desarrollo declaró que el conflicto podría reducir los niveles de salud a los de 1980.

### Escasez de suministros

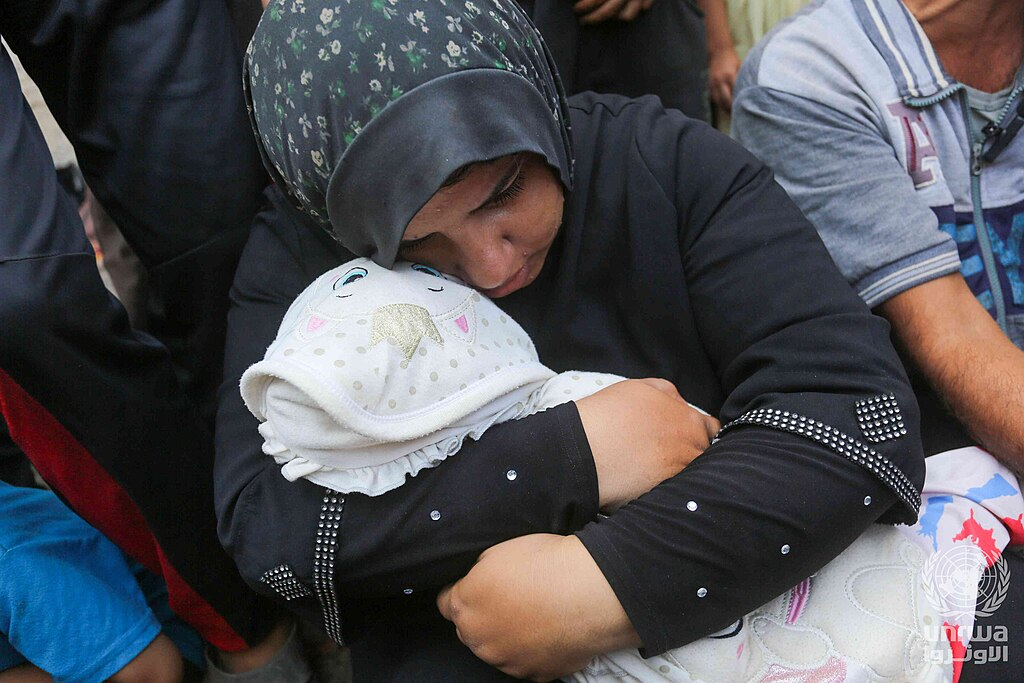
Madre llora por su hija de 4 años, que perdió la vida debido a la desnutrición y la falta de tratamiento

Tras el cierre de la central eléctrica de la Franja de Gaza el 11 de octubre, se informó que los hospitales de Gaza pronto se quedarían sin combustible disponible para los generadores. El Hospital de los Mártires de Al-Aqsa se enfrentó a una crisis de diálisis, con cientos de personas compartiendo solo veinticuatro máquinas de diálisis. La OMS anunció que ya no podía reabastecer los hospitales de Al-Shifa y Al-Quds debido a los altos niveles de riesgo. En noviembre, casi la mitad de todos los hospitales estaban fuera de servicio debido a la escasez de combustible y energía, y se realizaron amputaciones y cesáreas sin anestesia debido a la escasez de suministros.
El 8 de noviembre, el hospital Al-Quds se quedó sin combustible y paralizó la mayoría de los servicios. El 13 de noviembre, el Hospital Kamal Adwan se quedó sin combustible. El único generador del Hospital Al-Amal dejó de funcionar. El 6 de diciembre, Médicos Sin Fronteras declaró que el combustible y los suministros médicos en el hospital Al-Aqsa eran extremadamente bajos. Los médicos del Complejo Médico Nasser en Jan Yunis describieron la falta de suministros y la escasa funcionalidad médica.
Desde el 11 de octubre de 2023, la Franja de Gaza ha sufrido una falta total de electricidad debido a que las autoridades israelíes interrumpieron el suministro eléctrico y agotaron las reservas de combustible de la única central eléctrica de Gaza. Las Naciones Unidas han observado que este apagón continuo, junto con el corte de las comunicaciones y el suministro de combustible industrial, está obstaculizando considerablemente la capacidad de la comunidad humanitaria para evaluar y abordar eficazmente la crisis humanitaria, que se agrava cada vez más.

### Ataques israelíes
|             | Doctors Without Borders | Twitter |
| @MSF_canada |                         |         |

             Estamos en el cuarto piso. Un francotirador atacó a cuatro pacientes dentro del hospital. Uno de ellos tiene una herida de bala en el cuello y es tetrapléjico, y el otro recibió un disparo en el abdomen.
         

        11 de noviembre de 2023

El 14 de octubre, el Centro de Diagnóstico y Tratamiento del Cáncer del Hospital Árabe Al-Ahli fue parcialmente destruido por el fuego de cohetes israelí. En un comunicado del 15 de octubre, la Organización Mundial de la Salud declaró que cuatro hospitales habían dejado de funcionar tras ser blanco de ataques aéreos israelíes. El 17 de octubre, una explosión en el patio de Al-Ahli, ampliamente condenada, causó numerosas víctimas mortales. El 30 de octubre, el Hospital de la Amistad Turco-Palestina sufrió graves daños por un ataque aéreo israelí. El 9 de noviembre, la oficina de prensa del gobierno de Gaza declaró que Israel había bombardeado ocho hospitales en los últimos tres días.
Tanques israelíes rodearon cuatro hospitales: el Hospital al-Rantisi, el Hospital al-Nasr y los hospitales de oftalmología y salud mental, desde todas las direcciones. El hospital oncológico pediátrico Nasser Rantissi se incendió tras ser alcanzado por un ataque aéreo israelí y comenzaron las evacuaciones. Al menos tres hospitales fueron alcanzados por ataques aéreos israelíes, lo que llevó al director del hospital Al-Shifa a declarar: «Israel está lanzando una guerra contra los hospitales de la ciudad de Gaza». Los ataques causaron múltiples víctimas. La Media Luna Roja Palestina afirmó que francotiradores israelíes abrieron fuego contra niños en el hospital al-Quds, matando a uno e hiriendo a veintiocho.

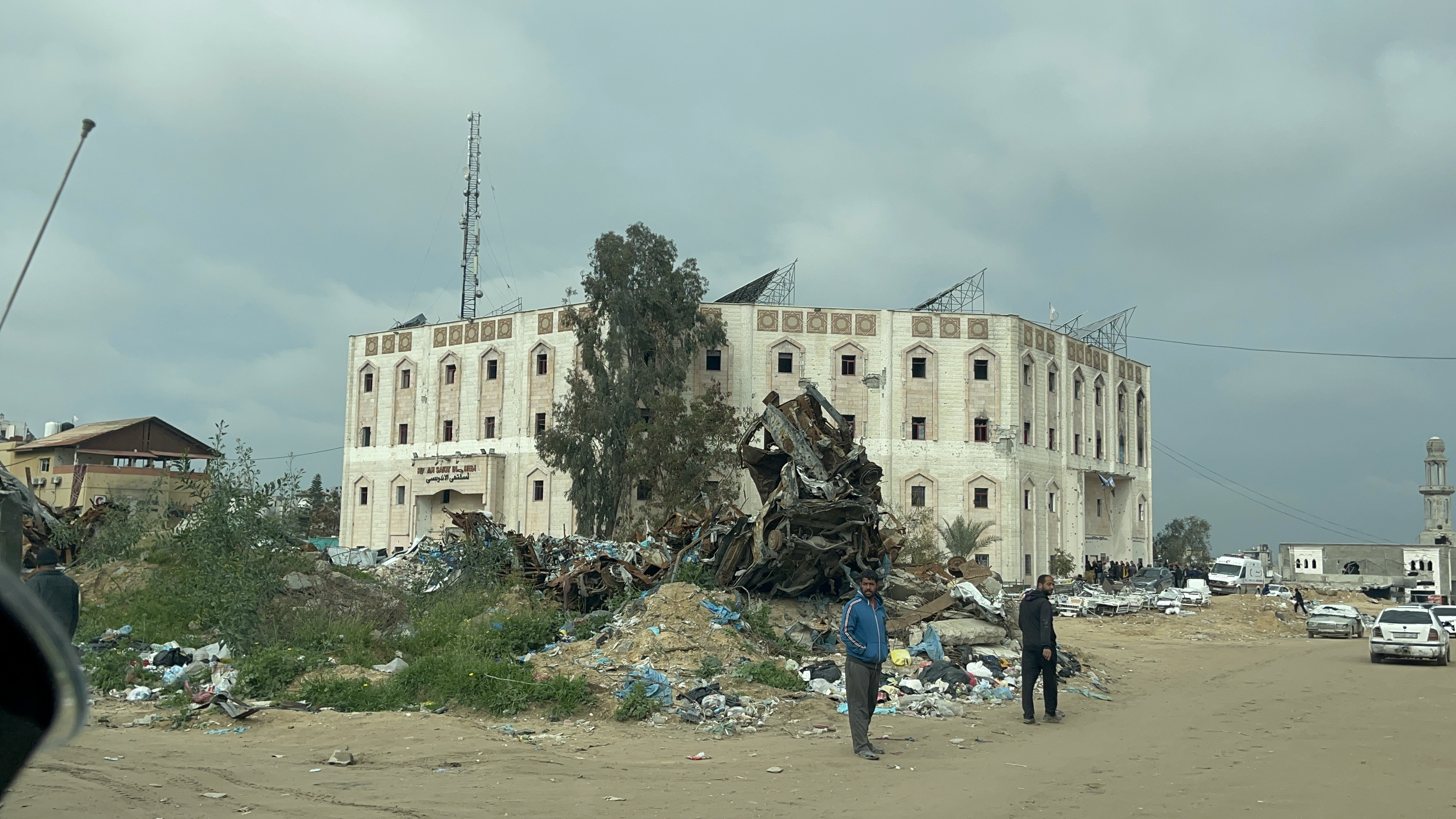
El Hospital Indonesio en 2025 gravemente dañado por los ataques israelíes

El 20 de noviembre, Israel lanzó una ofensiva contra el Hospital Indonesio con un ataque aéreo que mató a doce personas. Tras el ataque, tanques israelíes rodearon el hospital. El personal del hospital informó que soldados israelíes dispararon indiscriminadamente dentro del hospital. Se informó de la muerte de cuatro médicos después de que Israel bombardeara el Hospital al-Awda el 22 de noviembre. El hospital Kamal Adwan declaró que los bombardeos israelíes aumentaron en los alrededores del hospital. El 25 de noviembre, el director general del Ministerio de Salud declaró que el ejército israelí disparó contra equipos médicos durante el alto el fuego temporal vigente. El director del Hospital Europeo afirmó que sus paramédicos habían resultado heridos en ataques aéreos israelíes. El 11 de diciembre, MSF declaró que uno de sus médicos dentro del Hospital Al Awda había sido herido por un francotirador israelí.
Para el 18 de enero de 2024, ninguno de los hospitales de Gaza seguía en pleno funcionamiento. El 19 de enero de 2024, el gobierno jordano informó que el ejército israelí había atacado deliberadamente su nuevo hospital de campaña en Jan Yunis, utilizando un tanque para bloquear la entrada del hospital y disparando contra el hospital y los refugios de los búnkeres. El 24 de enero, la Organización Mundial de la Salud declaró que había registrado un total de 660 ataques israelíes contra centros de salud.
Según el secretario general de las Naciones Unidas, António Guterres, las hostilidades en Gaza e Israel han «creado un sufrimiento humano atroz, destrucción física y trauma colectivo en todo Israel y el Territorio Palestino Ocupado».

#### Hospital Al-Shifa

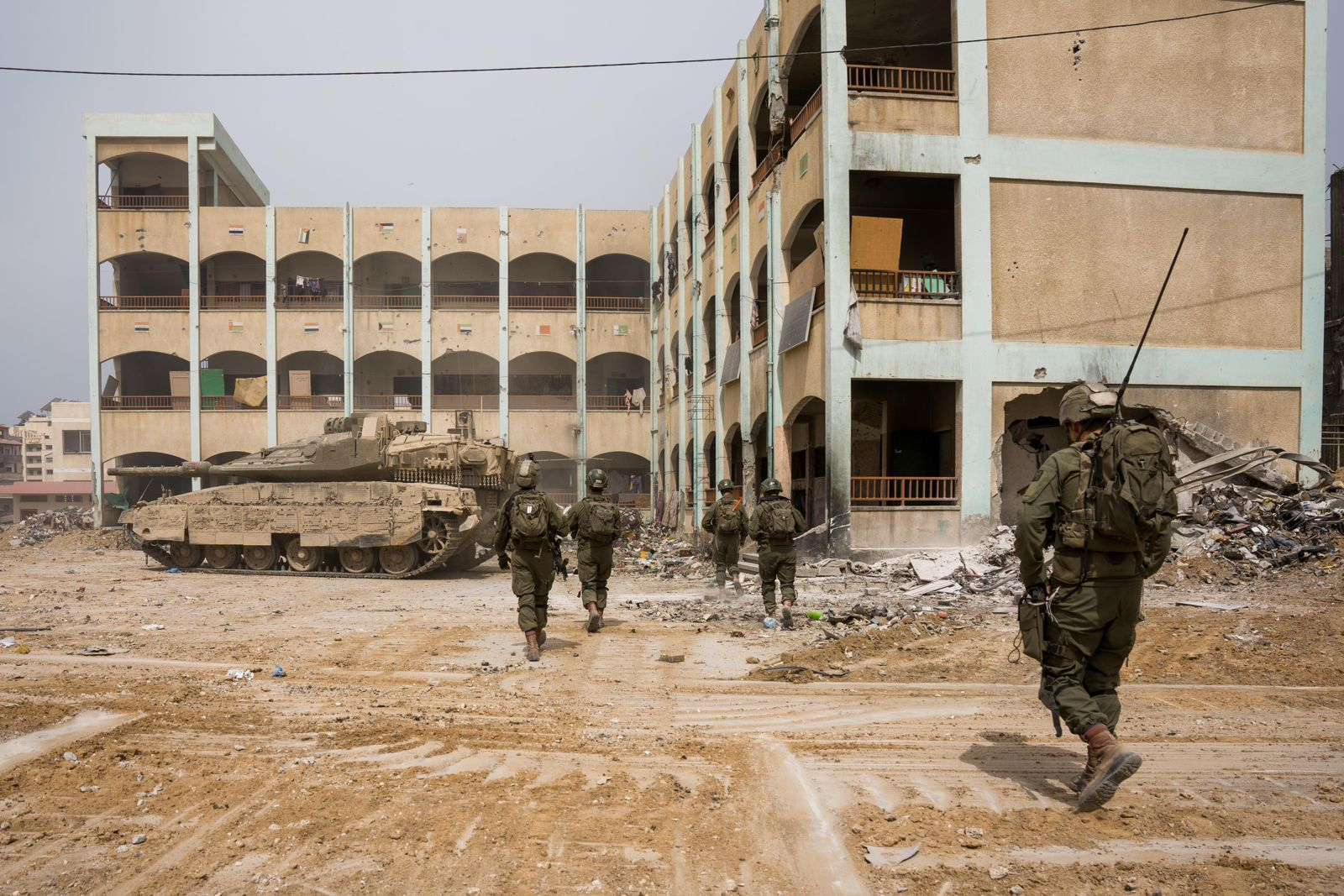
Asalto de las tropas israelíes del hospital

A principios de noviembre, el Hospital Al-Shifa en Gaza sufrió un aumento de ataques israelíes, y las instalaciones fueron bombardeadas cinco veces en apenas 24 horas. Se informó que las familias que intentaban abandonar el complejo fueron asesinadas a tiros.
Médicos por los Derechos Humanos documentaron la muerte de dos bebés prematuros en Al-Shifa debido a cortes de electricidad. El portavoz de las Fuerzas de Defensa de Israel, Daniel Hagari, prometió asistencia para evacuar a los bebés, pero el Ministerio de Salud de Gaza afirmó que no se habían proporcionado los mecanismos necesarios. El 12 de noviembre, el director general del hospital declaró que 650 pacientes en Al-Shifa estaban en peligro debido a la catastrófica situación, incluida la destrucción de la sala de cardiología.
Médicos Sin Fronteras denunció las precarias condiciones del Hospital Al-Shifa, citando la falta de artículos esenciales como comida, agua y electricidad, e informes de un francotirador que atacaba a los pacientes. El asalto israelí al hospital del 15 de noviembre fue descrito como una pesadilla inimaginable. Testigos declararon que Israel no proporcionó ayuda ni suministros. El hospital enfrentó dificultades, incluyendo cuerpos en descomposición y heridas infestadas de gusanos, debido a la falta de recursos esenciales.
Ante el deterioro de las condiciones en el hospital, el 18 de noviembre comenzó la evacuación de Al-Shifa. Ismail al-Thawabta, portavoz de la oficina de prensa palestina, afirmó que los pacientes trasladados a otras instalaciones corrían un destino peligroso. ActionAid International calificó la evacuación como una sentencia de muerte. Se expresó preocupación sobre la idoneidad de la ayuda. La Organización Mundial de la Salud y la Media Luna Roja Palestina participaron en los planes de evacuación, con el objetivo de trasladar a los pacientes a centros médicos alternativos.
El hospital declaró que seis médicos se quedarían con 120 pacientes demasiado enfermos para ser trasladados. Un equipo humanitario de la Organización Mundial de la Salud visitó Al-Shifa y constató la escasez de alimentos, agua y medicamentos, con indicios de disparos y una fosa común. El director de Al-Shifa afirmó que solo se dio una hora a la gente para evacuar, afirmando: «Nos obligaron a irnos a punta de pistola». La OMS declaró que 25 trabajadores sanitarios y 291 pacientes, incluidos 32 bebés, permanecían en Al-Shifa.
El 19 de noviembre, los bebés prematuros de al-Shifa fueron evacuados al sur de Gaza, desde donde estaba previsto trasladarlos a Egipto al día siguiente. La Organización Mundial de la Salud declaró que estaba planeando misiones para transportar a los pacientes restantes de al-Shifa al Complejo Médico Nasser y al Hospital Europeo de Gaza en los próximos 2 o 3 días.
El personal de Al-Shifa declaró que 50 pacientes, incluidos bebés, habían muerto debido a la falta de electricidad y oxígeno. El director de dicho hospital afirmó que la afirmación de Israel de que había proporcionado incubadoras a bebés prematuros era falsa. El 22 de noviembre, la Media Luna Roja Palestina declaró que catorce ambulancias habían llegado a Al-Shifa para evacuar a los pacientes restantes del hospital.
El 26 de noviembre, se informó que las condiciones de los pacientes restantes en Al-Shifa eran desesperadas. El 27 de noviembre, el Ministerio de Salud informó que un esfuerzo voluntario en el hospital Al-Shifa buscaba reiniciar el departamento de diálisis. Para el 28 de noviembre, se informó que la unidad de diálisis había reabierto y estaba recibiendo pacientes. El 7 de diciembre, el Ministerio de Salud de Gaza declaró que solo se estaban brindando primeros auxilios básicos en el Hospital Al-Shifa.

#### Hospital Kamal Adwan

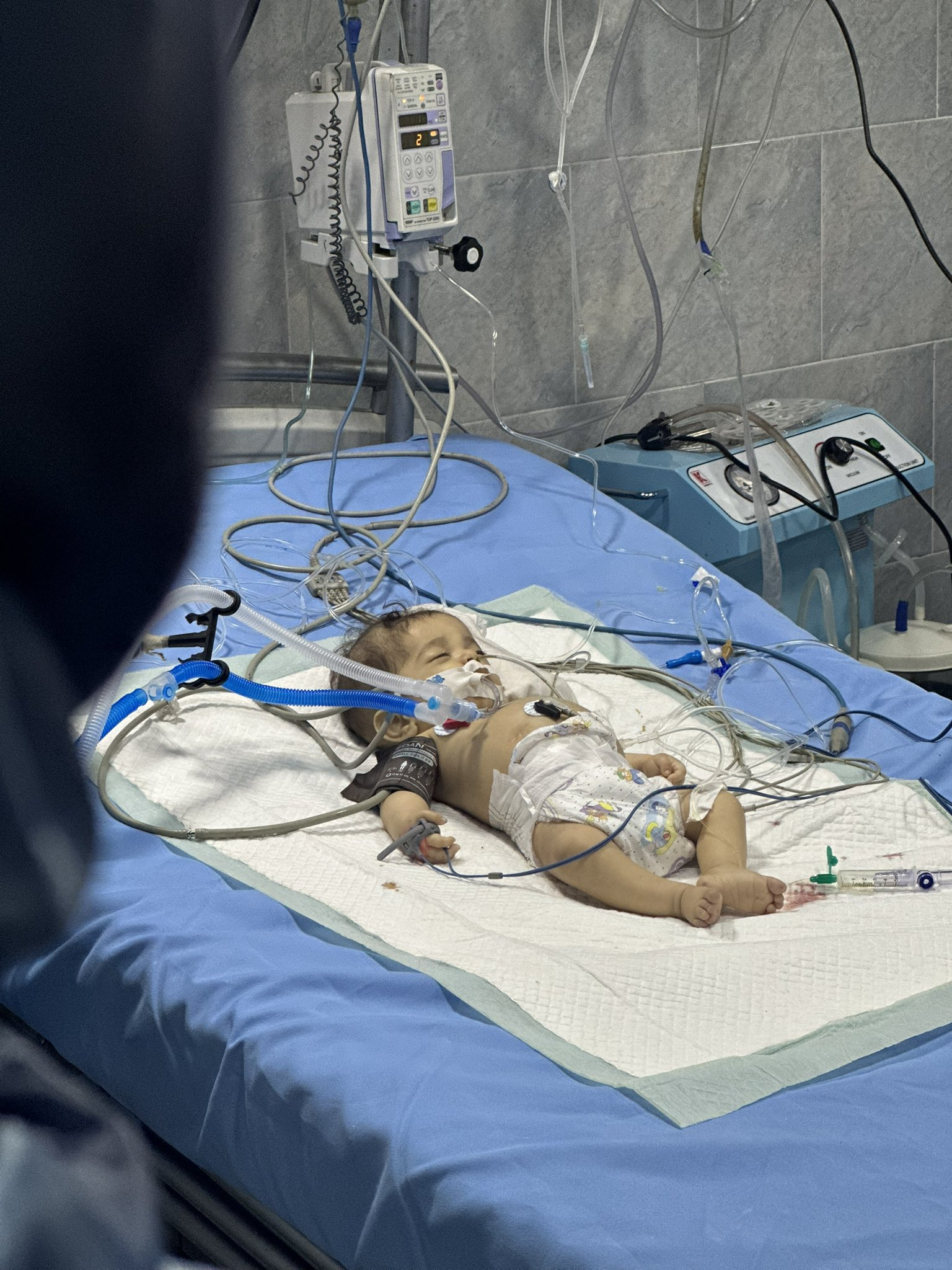
Un bebé palestino muerto en el Hospital Kamal Adwan el 28 de junio de 2024

El 3 de diciembre, las Fuerzas de Defensa de Israel bombardearon el hospital Kamal Adwan, matando al menos a cuatro personas. El 5 de diciembre se reportaron ataques en las cercanías del hospital Kamal Adwan. El director del Hospital Kamal Adwan declaró que Israel había matado a dos madres y a sus bebés recién nacidos cuando Israel atacó su sala de maternidad. La ONU confirmó los asesinatos. Israel allanó el Hospital Kamal Adwan. En respuesta, Tedros Adhanom declaró que la OMS estaba extremadamente preocupada por el personal médico de Kamal Adwan.

#### Hospital Al-Aqsa
A partir del 6 de enero, los médicos del Hospital Shuhada al-Aqsa informaron que los disparos del Ejército israelí se acercaba al hospital. Decenas de que miles de personas se hubieran refugiaban allí. El médico británico Nick Maynard declaró que su equipo médico se vio obligado a evacuar el hospital tras los ataques de las tropas israelíes. Tanto Medical Aid for Palestinians como el Comité Internacional de Rescate también evacuaron a sus equipos médicos cuando las Fuerzas de Defensa de Israel lanzaron panfletos que informaban a los residentes de la zona de que se encontraban en una «zona de combate peligrosa». Tras una visita al hospital, la Organización Mundial de la Salud constató que el 70% del personal y muchos pacientes habían huido. Los médicos informaron que muchos pacientes no podían moverse y que las condiciones se deterioraban rápidamente. Un médico declaró: «Un niño entró vivo, literalmente quemado hasta los huesos, con las manos contraídas. Su rostro era solo carbón, y estaba vivo y hablaba. Y no teníamos morfina».
En una entrevista con NPR el 10 de enero, un médico estadounidense describió la situación en Al-Aqsa como «una auténtica pesadilla. Tedros Adhanom, director general de la Organización Mundial de la Salud, declaró: «Tres meses después del inicio del conflicto, es inconcebible que esta necesidad tan esencial —la protección de la atención médica— no esté garantizada». Profesionales de la salud y médicos advirtieron del peligro del cierre de Al-Aqsa, ya que era el último hospital que quedaba en toda la Franja central de Gaza. El 13 de enero, el hospital se quedó sin combustible para alimentar sus generadores, lo que provocó un apagón que puso en peligro a los pacientes. El hospital volvió a quedarse sin combustible a finales de mayo de 2024.

### Evacuaciones

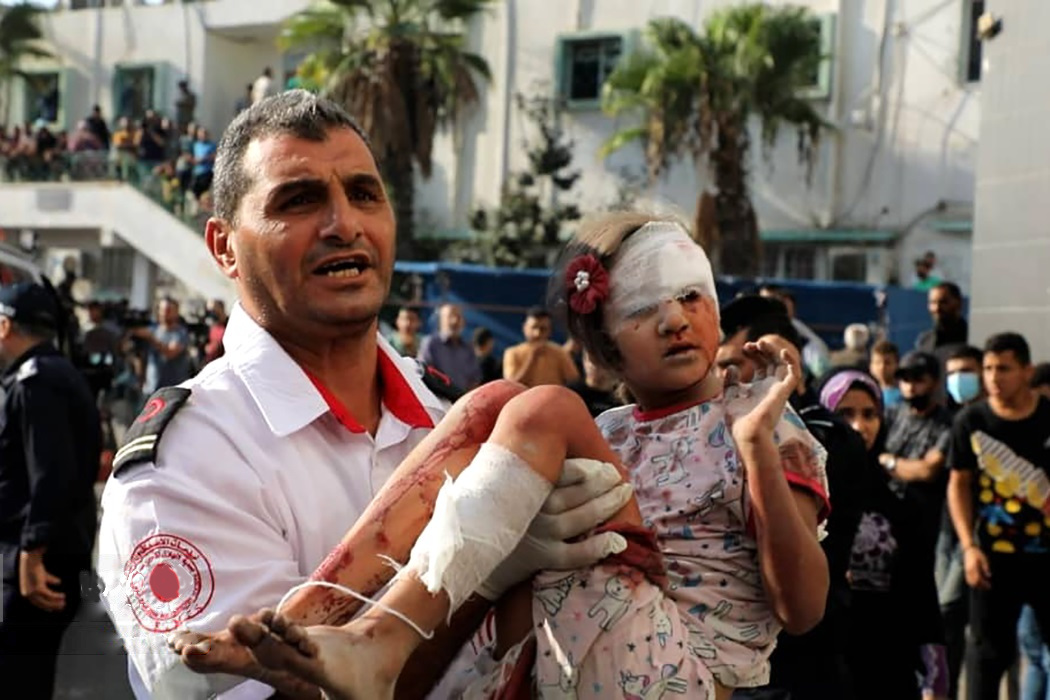
Un médico transporta a un niño palestino herido en Gaza

El 14 de octubre, Israel ordenó la evacuación de veintidós hospitales en el norte de Gaza. La OMS calificó la orden como una «sentencia de muerte» para los enfermos y heridos. Los médicos del norte de Gaza declararon que no podían acatar la orden de evacuación de Israel, ya que sus pacientes, incluidos los recién nacidos en la UCI, morirían. Los médicos del Hospital Al-Quds y de la Media Luna Roja Palestina informaron haber recibido una llamada del ejército israelí para que evacuaran el hospital o «asumieran las consecuencias».
El 29 de octubre, la Media Luna Roja Palestina informó haber recibido advertencias de las autoridades israelíes para que evacuara inmediatamente el hospital Al-Quds, ya que iba a ser bombardeado. Ese mismo día, un ataque aéreo israelí impactó a 20 metros del hospital. Mai Al-Kaila, ministra palestina de Salud, declaró que el ejército israelí no estaba evacuando a los pacientes, sino que estaba «desalojando por la fuerza a los heridos y pacientes a las calles, dejándolos a la espera de una muerte inevitable». El director del Hospital Nasr declaró que había sido evacuado bajo la amenaza de armas y tanques israelíes. Los combates cerca del Hospital Al-Quds detuvieron las labores de evacuación.
El 21 de noviembre, la Organización Mundial de la Salud declaró que tres hospitales en el norte de Gaza serían evacuados, lo que significa que no quedarían hospitales en funcionamiento en el norte de Gaza. El 23 de noviembre, cuatro pacientes murieron en el traslado del norte de Gaza al Hospital de la Amistad Turco-Palestina. La Cruz Roja informó que su personal recibió disparos mientras brindaba apoyo humanitario. El Ministerio de Salud de Gaza anunció que cesaría la coordinación con la OMS sobre las evacuaciones de pacientes tras el arresto israelí de médicos palestinos. Las Fuerzas de Defensa de Israel ordenaron la evacuación del personal y los pacientes del Hospital Indonesio. El jefe del Comité de Rescate de Emergencia Médica declaró que los pacientes y el personal del Hospital Indonesio fueron evacuados al Hospital Europeo en Jan Yunis. Los hospitales en el norte de Gaza, incluido el Hospital Árabe Al-Ahli, fueron evacuados por la Organización Mundial de la Salud y la Cruz Roja.
El Ministerio de Salud declaró que cientos de personas tuvieron que ser evacuadas de Gaza para recibir atención médica. Un portavoz de la autoridad del cruce de Gaza declaró que el paso de Rafah permanecía abierto para la evacuación de enfermos y heridos. El 7 de diciembre, la Media Luna Roja Palestina declaró que el 60% de los heridos en Gaza requerían tratamiento médico urgente en el extranjero. Médicos Sin Fronteras declaró el 10 de diciembre que el ejército israelí los había obligado a evacuar las clínicas de los Mártires y Beni Shueila, y que la atención médica había colapsado por completo.

### Ayuda internacional
|           | Tedros Adhanom | Twitter |
| @DrTedros |                |         |

             Los pacientes recibían atención en el suelo, gritando de dolor. Estas condiciones son más que inadecuadas, inimaginables para la prestación de servicios de salud. No encuentro palabras suficientes para expresar nuestra preocupación por lo que estamos presenciando.
         

        2 de diciembre de 2023

La Cruz Roja declaró que todo el sistema de salud de Gaza estaba «de rodillas». Ayuda Médica para los Palestinos y UNICEF emitieron una «advertencia urgente» de que 130 bebés prematuros morirían si el combustible no llegaba pronto a los hospitales de Gaza. Una declaración de la ONU firmada por cinco de sus principales delegaciones afirmó que las muertes podrían dispararse pronto debido a enfermedades y la «falta de atención médica». El 23 de octubre, el Hospital Indonesio se quedó sin combustible y sufrió un corte total de electricidad. La Organización Mundial de la Salud advirtió que 46 de los 72 centros de salud de Gaza habían dejado de funcionar.
El 8 de noviembre, el Ministerio de Defensa de Italia anunció el envío de un barco hospital a la costa de Gaza para garantizar el acceso de los civiles palestinos a servicios de salud, bienes esenciales y medicamentos. El barco, llamado Vulcano, inicialmente contaba con 170 miembros a bordo, treinta de los cuales estaban capacitados para atender emergencias médicas; veintiocho miembros más, entre médicos, enfermeras y biólogos, se unieron a la expedición en una fase posterior. A principios de diciembre, el personal médico comenzó a realizar operaciones quirúrgicas de emergencia a pacientes palestinos heridos que corrían riesgo de amputación o esperaban ser trasladados al Hospital Infantil de Doha. El 5 de febrero de 2024, se anunció que el Vulcano había regresado a Italia y había llegado al puerto marítimo de La Spezia, transportando a sesenta palestinos, catorce de los cuales eran niños que necesitaban atención médica especializada, aunque ninguno de ellos sufría enfermedades o lesiones que amenazaran su vida. Todos los niños iban a ser trasladados a varios hospitales en Génova, Roma, Florencia, Bolonia y Milán.
El 9 de noviembre, el ministro de Salud, Fahrettin Koca, anunció que Turquía estaba preparada para recibir a los pacientes pediátricos con cáncer de Gaza. El 10 de noviembre, la Cruz Roja Internacional declaró que el sistema de salud de Gaza había «llegado a un punto sin retorno». El Gobierno de Jordania informó que Israel había ordenado la evacuación de su hospital de campaña y declaró que no la cumpliría. Italia y los Emiratos Árabes Unidos declararon que estaban considerando establecer un hospital de campaña en Gaza. Se envió un buque de guerra francés como hospital temporal. El 2 de diciembre, Arabia Saudita donó seis ambulancias a la Media Luna Roja Palestina. El 3 de diciembre, un portavoz de UNICEF describió el Hospital Nasser como una «zona de muerte».
El secretario general de la OMS, Tedros Adhanom, declaró que los combates en el sur de Gaza dificultaban cada vez más la gestión de las operaciones sanitarias. El 10 de diciembre, la OMS adoptó una resolución para proteger la atención sanitaria en Gaza, que su director general describió como «casi imposible en las circunstancias actuales». El 12 de diciembre, la OMS instó al ejército israelí a no destruir los hospitales del sur de Gaza. Médicos Sin Fronteras afirmó que las condiciones sanitarias en Gaza eran similares a las de la Primera Guerra Mundial.

### Desafíos adicionales

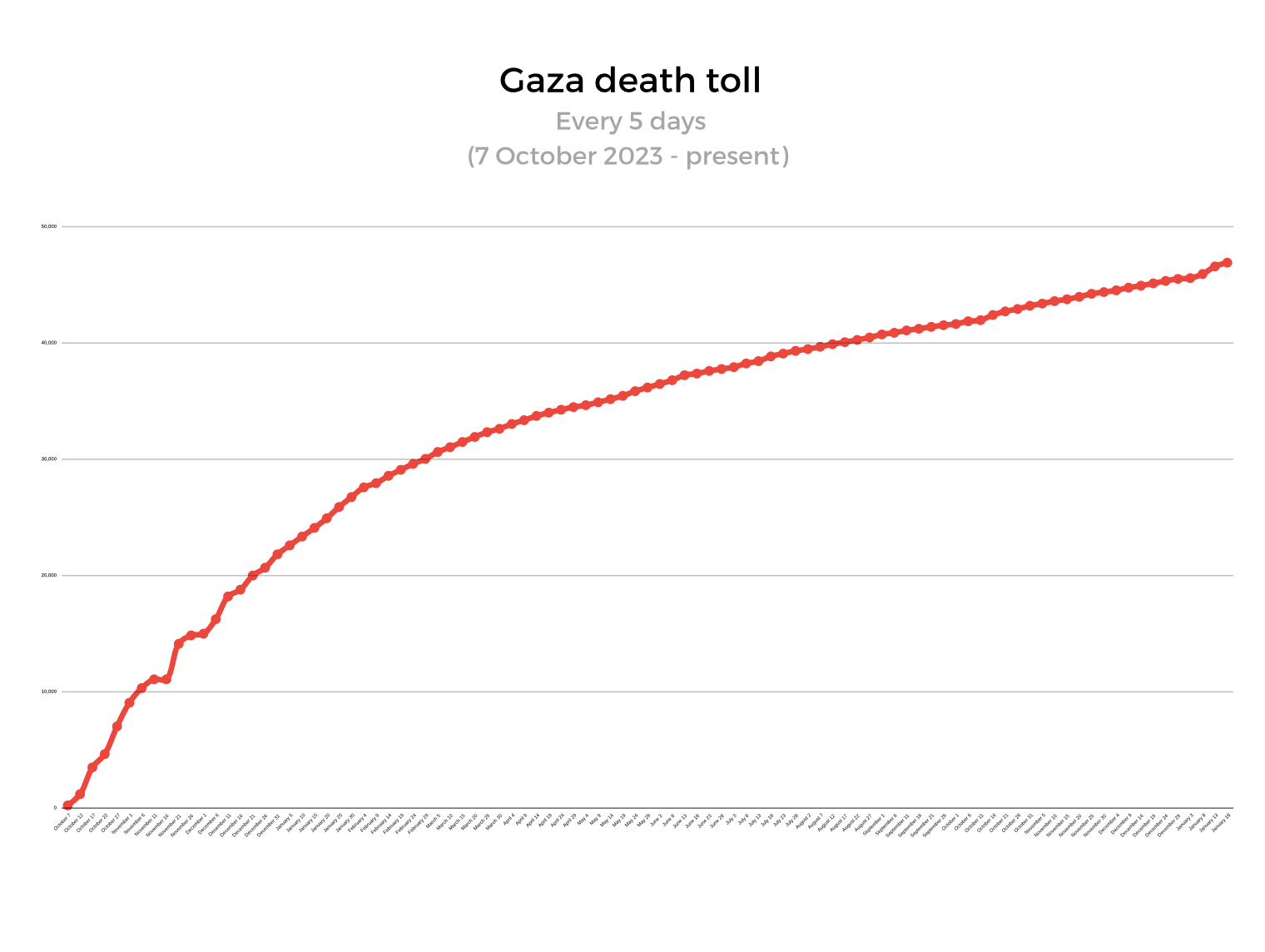
Gráfico de muertes en Gaza

El 28 de octubre, un apagón de comunicaciones impidió que los civiles heridos pudieran llamar a los servicios de emergencia. Las ambulancias se distribuyeron geográficamente de forma uniforme para facilitar el acceso a los heridos. Un cirujano del hospital Al-Ahli declaró el 18 de noviembre que se habían quedado sin sangre para realizar transfusiones.
Los médicos del sur de Gaza informaron de la falta de camas y suministros. Para el 8 de diciembre, se estima que 286 trabajadores sanitarios en Gaza habían sido asesinados en ataques de Israel. El 4 de diciembre, Médicos Sin Fronteras declaró que los hospitales del sur de Gaza estaban desbordados de pacientes heridos. El Ministerio de Salud declaró que 50.000 personas habían resultado heridas desde el inicio del conflicto.
La Media Luna Roja declaró que Al-Quds estaba completamente fuera de servicio el 12 de noviembre, ya que Al-Shifa también dejó de recibir pacientes. El 16 de noviembre, el Hospital Indonesio cerró por completo, dejando a 45 pacientes con necesidad de cirugía. La Oficina de Coordinación de Asuntos Humanitarios (OCHA) declaró que solo cuatro pequeños hospitales en el norte de Gaza y ocho centros de salud en el sur de Gaza seguían funcionando. El 30 de noviembre, el director de la OMS, Tedros Adhanom, declaró que las necesidades sanitarias de Gaza habían aumentado drásticamente, aunque solo un tercio de sus centros de salud estaban operativos.
El 9 de enero, Rik Peeperkorn, representante de la OMS para Israel y Palestina, declaró: «Nunca había visto tantos amputados en mi vida, ni siquiera entre niños. Esto tendrá un impacto a largo plazo en todo». El 18 de enero, las Naciones Unidas informaron que los pacientes morían incluso mientras estaban hospitalizados porque los hospitales que quedaban en Gaza estaban desbordados con decenas de miles de heridos.

## Desplazados

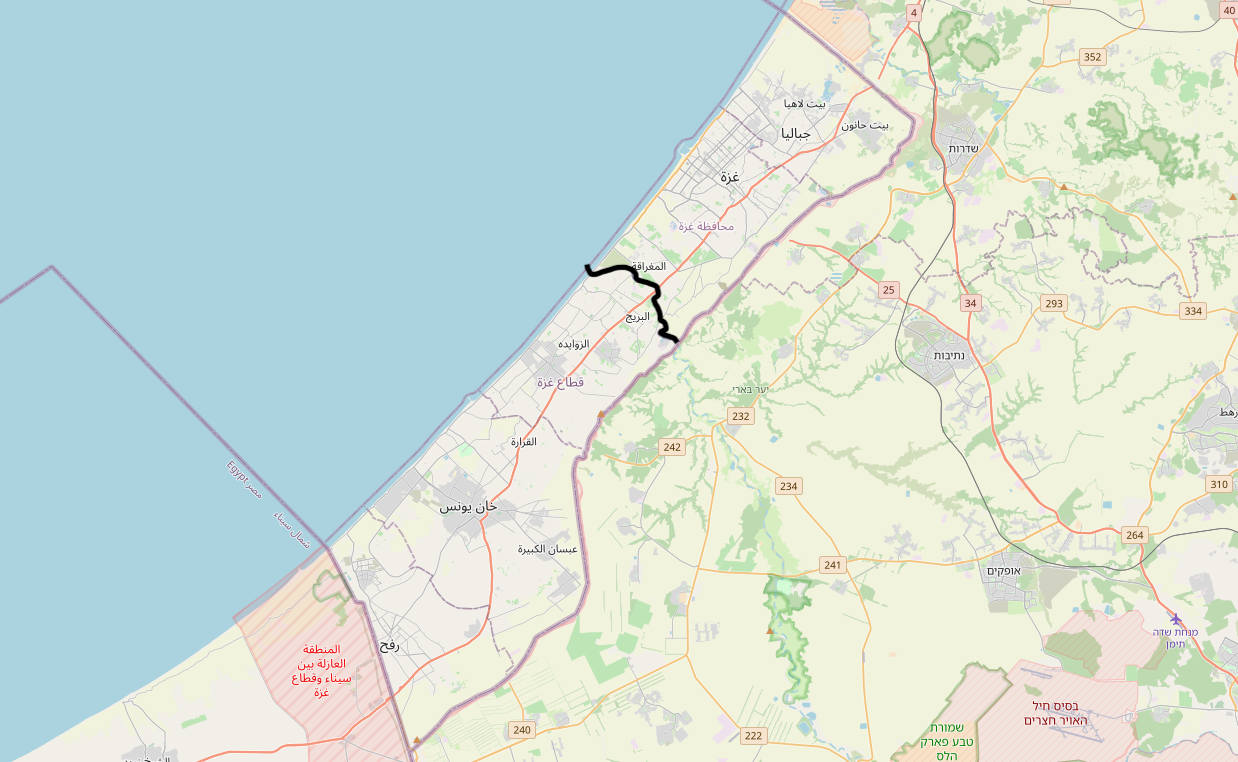
La línea en negro representa el límite fijado por Israel en Wadi Gaza para la evacuación del norte de la Franja de Gaza.

El 10 de octubre, las Naciones Unidas afirmaron que los combates habían desplazado a más de 423.000 palestinos, mientras que los ataques aéreos israelíes habían destruido más de 1000 viviendas y dejado inhabitables otras 560 unidades habitacionales.Para el 15 de octubre, se estimaba que un millón de personas en Gaza se habían visto obligadas a huir de sus hogares, muchas de ellas huyendo del norte de Gaza tras la evacuación ordenada por Israel. Debido a los continuos e intensos bombardeos israelíes en el sur de Gaza, algunos refugiados del norte de Gaza regresaron a la ciudad de Gaza. El 19 de octubre, la Oficina de Asuntos Humanitarios de las Naciones Unidas declaró que 98.000 casas, o uno de cada cuatro hogares en Gaza, habían sido destruidas por los bombardeos israelíes. El 21 de octubre, la UNRWA declaró que 500.000 personas se refugiaban en instalaciones de la ONU y que las condiciones se habían vuelto insostenibles. A finales de octubre, esta cifra había aumentado a más de 670.000 personas. Muchos otros se refugiaban en hospitales.

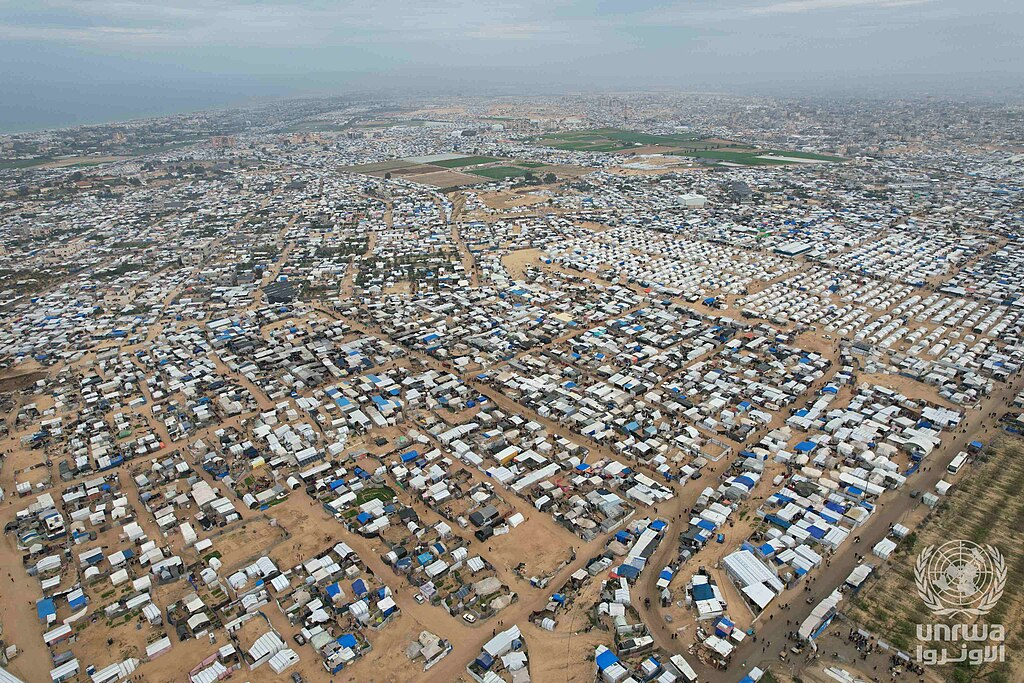
Vista aérea de la zona de Al-Mawasi, donde miles de palestinos desplazados viven masificados en tiendas de campaña sin agua ni luz.

Para el 22 de octubre, la Oficina de Asuntos Humanitarios de las Naciones Unidas declaró que el 42 % de las viviendas en Gaza habían sido destruidas.  Para el 23 de octubre, se estimaba que 1,4 millones de personas en Gaza se habían quedado sin hogar. El 30 de octubre, la Cruz Roja declaró que la reconstrucción de las viviendas y la infraestructura destruidas llevaría años. El 2 de noviembre, la UNRWA declaró que cincuenta de sus instalaciones y activos habían sido afectados por los ataques israelíes, incluidos cuatro refugios. El 6 de noviembre, el periodista de Al Jazeera, Hani Mahmoud, describió el sur de Gaza como un gran campo de concentración. A medida que se intensificaban los combates en la ciudad de Gaza, las Fuerzas de Defensa de Israel anunciaron un plazo diario de cuatro horas para que los residentes se desplazaran hacia el sur, lo que provocó la huida de miles de personas de la ciudad. El 10 de noviembre, un portavoz israelí declaró que 100.000 personas habían huido del norte de Gaza en los dos días anteriores. El 11 de noviembre, UNICEF declaró que miles de niños en el norte de Gaza estaban «pendiendo de un hilo».
El 12 de noviembre, CARE International declaró: «El viaje hacia el sur es increíblemente peligroso y difícil. Muchos de quienes han logrado salir han experimentado y presenciado un sufrimiento terrible». El 14 de noviembre, Human Rights Watch declaró: «No existe una ruta segura y fiable para evacuar. Las imágenes satelitales confirman incendios, operaciones militares y bloqueos de carreteras en todas las rutas imaginables». Para el 20 de noviembre, las imágenes satelitales mostraban que la mitad del norte de Gaza había sido destruida por los ataques aéreos israelíes. El Financial Times describió el norte de Gaza como un «páramo bombardeado». Los palestinos temían que el norte de Gaza se estuviera volviendo inhabitable. Para el 28 de noviembre, la ONU estimó que el 60 % de todas las viviendas en Gaza habían sido destruidas. El Financial Times estimó que reconstruir Gaza costaría miles de millones.
El 1 de diciembre, Israel calificó la localidad de Jan Yunis como «zona de combate peligrosa». Además publicó un mapa de zonas numeradas, que dividía la Franja de Gaza en cientos de distritos diferentes. También emitió una orden de evacuación en el sur de Gaza para que los residentes se trasladaran a Rafah. Simultáneamente a la orden de evacuación, Israel bombardeó Rafah. El 4 de diciembre, un representante de la ONU declaró que «se está produciendo otra ola de desplazamientos». La ONU afirmó que al menos cuatro de sus refugios en Jan Yunis habían recibido órdenes de evacuación del ejército israelí. Para el 13 de diciembre, la mitad de la población de Gaza se encontraba en Rafah. El 21 de diciembre, un análisis del Financial Times concluyó que Israel había dejado el norte de Gaza prácticamente inhabitable. El 6 de enero de 2024, el jefe humanitario de la ONU, Martin Griffiths, declaró que Gaza «simplemente se había vuelto inhabitable». Más del 85% de los palestinos en Gaza, o alrededor de 1,9 millones de personas, fueron desplazados internos.

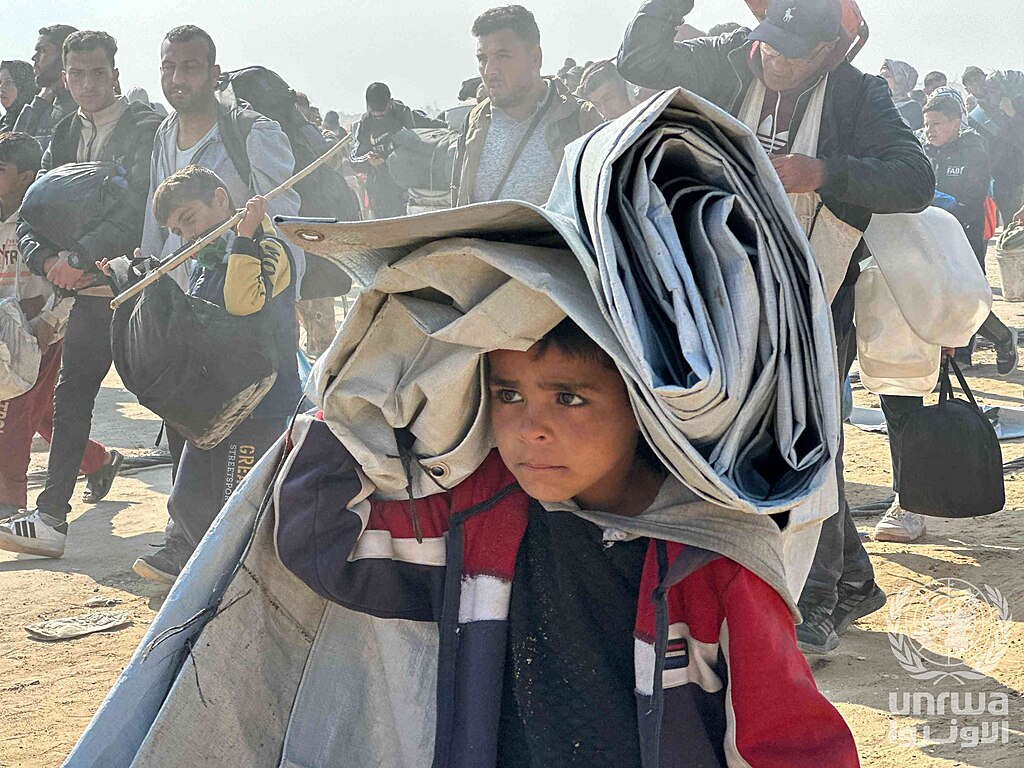
Regreso de personas desplazadas por la calle Al-Rasheed tras el alto el fuego de enero de 2025

El 8 de enero, Al Jazeera informó que los palestinos en Gaza estaban usando sitios web como GoFundMe para recaudar el dinero necesario para entrar a Egipto a través del cruce de Rafah. La Oficina de Coordinación de Asuntos Humanitarios (OCHA) informó que había hasta quince personas viviendo en cada tienda de campaña. El 13 de enero, el Ministerio de Salud de Gaza informó que la infraestructura de Rafah estaba al borde del colapso, incapaz de manejar la gran cantidad de personas desplazadas que habían huido allí. Philippe Lazzarini declaró el 17 de enero: «Hay cientos de miles de personas viviendo ahora en la calle, viviendo en estas tiendas de campaña improvisadas de plástico, durmiendo sobre el hormigón». El 24 de enero, Israel ordenó la evacuación de una amplia zona de Jan Yunis, lo que afectó a tres hospitales, veinticuatro refugios de las Naciones Unidas y a más de 500.000 personas. En febrero de 2024, la oficina de información de Gaza declaró que las Fuerzas de Defensa de Israel estaban quemando viviendas deliberadamente.

## Comunicaciones
Desde el inicio de la guerra el 7 de octubre, Gaza ha sufrido numerosos apagones en las comunicaciones. Los ataques directos a la infraestructura de telecomunicaciones por parte de Israel, los bloqueos eléctricos y la escasez de combustible han provocado el colapso casi total de los principales proveedores de redes celulares de Gaza. La falta de acceso a Internet ha impedido a los ciudadanos de Gaza comunicarse con sus seres queridos, enterarse de las operaciones de las FDI e identificar tanto las áreas más expuestas a los bombardeos como las posibles rutas de escape. Los apagones también han obstaculizado los servicios de emergencia, lo que dificulta la localización y el acceso a los heridos críticos y también han obstaculizado a las agencias de ayuda humanitaria y a los periodistas.
El 27 de octubre, Gaza sufrió un apagón casi total tras la destrucción de las torres de comunicación de la compañía de telecomunicaciones Paltel en un ataque israelí. Estos ataques dejaron a Gaza sin servicio telefónico ni de internet. Como resultado, organizaciones humanitarias como Unicef, la OMS, la Media Luna Roja Palestina, Médicos Sin Fronteras, el American Friends Service Committee, Ayuda Médica para los Palestinos y ActionAid perdieron todo contacto con su personal. La Media Luna Roja Palestina declaró que los heridos ya no podrían llamar al número de emergencia de Gaza para solicitar una ambulancia y también manifestó su profunda preocupación por la capacidad del personal médico para brindar atención, afirmando que había perdido todo contacto con la sala de operaciones y el personal en Gaza. El 28 de octubre, Elon Musk ofreció acceso a Starlink a organizaciones humanitarias, pero Shlomo Karhi afirmó que Israel lo combatiría con todos los medios a su alcance porque Hamás lo utilizaría para actividades terroristas.
El Subsecretario General de la ONU y Coordinador Humanitario de la ONU para los Territorios Palestinos Ocupados, Lynn Hastings, declaró que los hospitales y las operaciones de ayuda no podrían operar sin líneas telefónicas ni internet. El Comité para la Protección de los Periodistas advirtió que el mundo estaba perdiendo la perspectiva de la realidad de la situación en Gaza. Michael Lynk, ex relator de la ONU, afirmó que uno de los propósitos del apagón de internet era mantener al mundo ciego a lo que está sucediendo. El secretario general de la OMS, Tedros Adhanom, se declaró profundamente preocupado por el apagón debido a los riesgos inmediatos para la salud que representaba para los pacientes y para la seguridad del personal de la OMS. En una publicación en X, ActionAid escribió que el apagón haría casi imposible que la gente buscara ayuda y manifestó su profunda preocupación por toda la población de Gaza.
Marwa Fatafta, directora de políticas de Access Now, declaró que «desconectar completamente a Gaza de la red eléctrica mientras se lanza una campaña de bombardeos sin precedentes solo significa que algo atroz está a punto de suceder». El 28 de octubre, Netblocks declaró que las comunicaciones telefónicas e internet de Gaza se estaban restableciendo gradualmente. El 31 de octubre, Fatafta declaró que Israel había utilizado el apagón para encubrir posibles crímenes de guerra al iniciar su invasión terrestre y lo calificó de «táctica de guerra para infligir más sufrimiento a la población». Paltel anunció que Gaza había sido nuevamente interrumpida con sus servicios de telecomunicaciones e internet. El 3 de noviembre, la BBC comenzó a transmitir un servicio de radio de emergencia en onda media desde Chipre para intentar mantener la comunicación con la población gazatí y facilitar la búsqueda de información, como «dónde acceder a refugios, alimentos y agua». El 5 de noviembre, internet y las telecomunicaciones se cortaron por tercera vez. Algunos residentes usaban tarjetas eSIM para mantenerse conectados a las redes móviles. El 16 de noviembre, las comunicaciones en Gaza se cortaron por cuarta vez. Al día siguiente, las comunicaciones se restablecieron después de que se permitiera la entrada de una cantidad limitada de combustible a la Franja de Gaza. El 27 de noviembre, Shlomo Karhi declaró que Musk había acordado no operar Starlink en Gaza sin la aprobación israelí. El 3 de diciembre, PalTel informó de otro apagón de comunicaciones. El 14 de diciembre, las empresas de comunicaciones de Gaza informaron del sexto apagón de comunicaciones desde el inicio del conflicto.
El 20 de diciembre, Paltel, Ooredoo y Jawwal informaron de un apagón en las comunicaciones de la Franja de Gaza. Los heridos que no pudieron llamar a las ambulancias debido a los apagones informaron que iban en bicicleta y en carretas tiradas por burros a los hospitales, mientras que los conductores de ambulancias declararon que simplemente seguían las columnas de humo o el sonido de las explosiones. Las telecomunicaciones se interrumpieron el 26 de diciembre. El 12 de enero, se produjo el noveno apagón, que cortó el acceso al teléfono y a internet en toda la Franja. Al día siguiente, Jawwal informó que un ataque con drones israelí había matado a dos de sus ingenieros que intentaban reparar el sistema y señaló que habían perdido un total de trece empleados hasta el momento. El apagón fue el más largo de la guerra. El décimo apagón se produjo el 22 de enero. En un comunicado, la UNRWA afirmó: «La interrupción de los servicios de telecomunicaciones impide a los habitantes de Gaza acceder a información vital o llamar a los servicios de emergencia, y sigue obstaculizando la respuesta humanitaria». El Ministerio de Comunicaciones declaró el 27 de enero que Israel había disparado munición real y un proyectil de tanque contra sus equipos de telecomunicaciones. NetBlocks informó de una interrupción de alto impacto el 5 de marzo. El servicio de internet se interrumpió por completo el 25 de mayo de 2024.
Para diciembre de 2023, 200 000 habitantes de Gaza (aproximadamente el 10 % de la población) habían recibido acceso a Internet a través de una tarjeta eSIM proporcionada por Connecting Humanity.

## Ayuda humanitaria

### Bloqueo inicial de la ayuda
El 9 de octubre, Israel implementó un bloqueo total en Gaza, impidiendo la entrada de cualquier tipo de suministro o ayuda humanitaria. Egipto cerró su frontera para evitar que la huida de los civiles se convirtiera en una limpieza étnica, pero dijo que permitiría la entrega de ayuda a través del paso de Rafah. Una semana después, a pesar de los llamados internacionales para permitir las entregas, cientos de toneladas de ayuda quedaron atrapadas en el lado egipcio de la frontera, mientras Israel bombardeaba el cruce y se negó a asegurar a las autoridades egipcias que detendría los ataques aéreos para los convoyes de ayuda civil.
En Israel, políticos de extrema derecha aliados con Netanyahu impidieron la entrad de ayuda a Gaza. El 17 de octubre, la UNRWA declaró que actualmente «no había agua ni electricidad en Gaza. Pronto tampoco habrá alimentos ni medicinas».

### Entregas de ayuda al sur de Gaza
El 18 de octubre, Israel anunció que permitiría el envío de alimentos, agua y medicamentos a una «zona segura» en el oeste de Jan Yunis, en el sur de Gaza, distribuidos por las Naciones Unidas. Más tarde ese mismo día, el presidente estadounidense Joe Biden anunció que Egipto acordó permitir el ingreso de veinte camiones con ayuda a Gaza antes del 20 de octubre. Más de cien camiones con ayuda esperaban en el cruce de Rafah para entrar en Gaza. En una declaración, Human Rights Watch afirmó que, sin electricidad ni combustible, la ayuda proporcionada no alcanzaría a «satisfacer las necesidades de la población de Gaza». El 19 de octubre, el enviado especial de Estados Unidos, David M. Satterfield, declaró que su país quería una ayuda «sostenida» a Gaza. Ese mismo día, un portavoz de Oxfam declaró que la distribución de ayuda en Gaza sería un «gran desafío», y la ONU informó que se necesitarían al menos cien camiones de ayuda al día. El 21 de octubre entraron en Gaza veinte camiones con ayuda. António Guterres afirmó que no basta con evitar una «catástrofe humanitaria». Martin Griffiths dijo que la ONU estaba trabajando para desarrollar una «operación a gran escala». El 22 de octubre, tras la segunda entrega de camiones, Biden y Netanyahu declararon que se seguiría permitiendo el ingreso de ayuda a Gaza.

### Problemas con la entrega de ayuda humanitaria

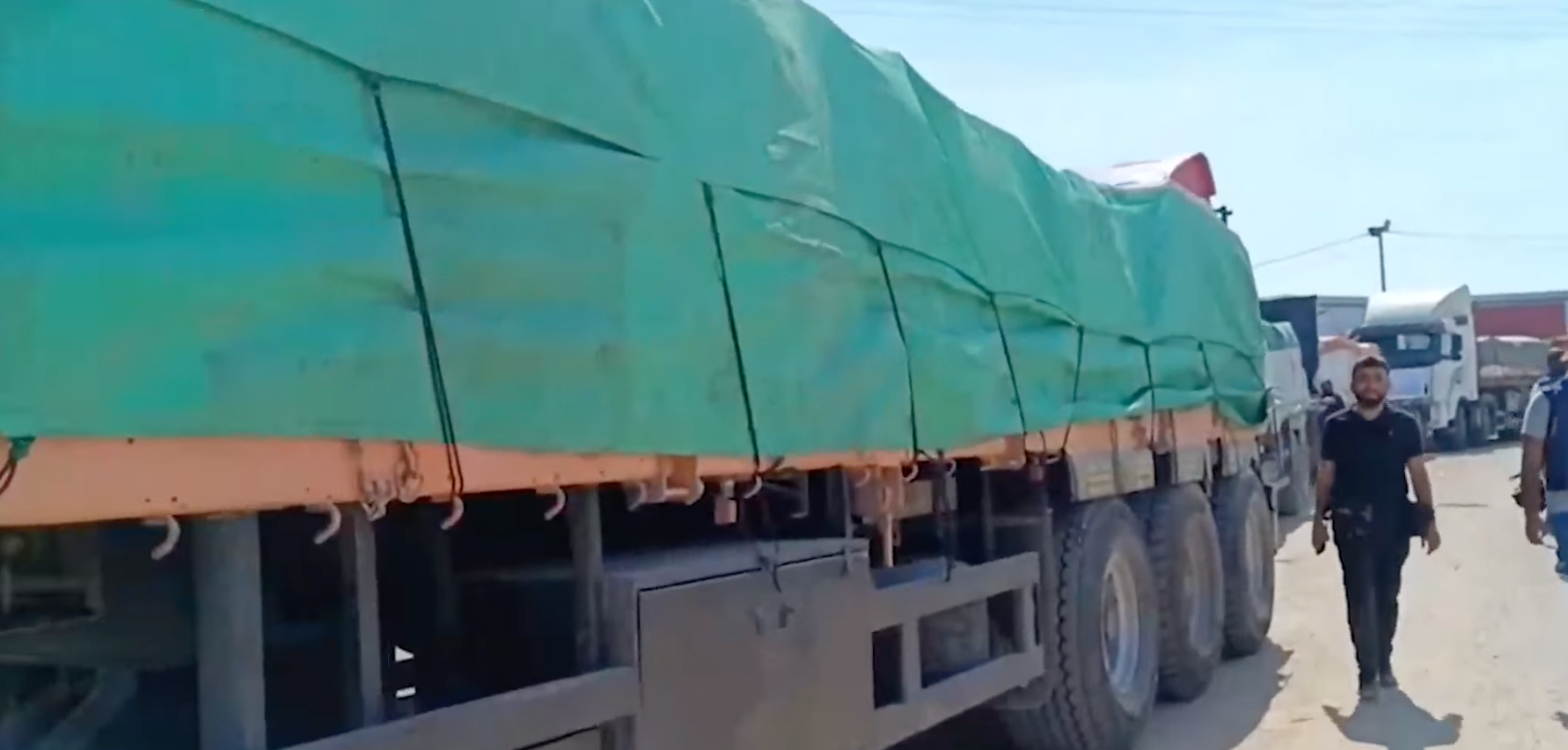
Camiones con ayuda humanitaria esperando para cruzar desde Egipto a la Franja de Gaza

El 27 de octubre, Lynn Hastings, coordinadora humanitaria de la ONU para Palestina, declaró que Israel se oponía a la entrega de ayuda humanitaria al norte de Gaza. En consecuencia, el personal de la ONU tendría que arriesgar su vida si se determinaba que dicha ayuda salvaría la vida de las personas necesitadas. Philippe Lazzarini afirmó que «pronto morirán muchos más» a causa del bloqueo de Israel.
Según medios israelíes, cuando se le preguntó sobre la responsabilidad de Hamás por la seguridad de los civiles, el líder de Hamás, Mousa Abu Marzook, supuestamente respondió que «es responsabilidad de las Naciones Unidas protegerlos... [y] es responsabilidad de la ocupación proporcionarles... servicios». El 28 de octubre, The New York Times informó que Hamás había almacenado alimentos, agua, medicamentos y productos sanitarios en depósitos subterráneos, en cantidades que le permitirían seguir luchando durante varios meses sin reabastecimiento.
El ministro de Asuntos Exteriores egipcio, Sameh Shoukry, afirmó que «los obstáculos israelíes» estaban impidiendo la entrega de ayuda humanitaria. Las Naciones Unidas anunciiaron que el apagón de las comunicaciones había provocado una «paralización total" del suministro de ayuda». El 29 de octubre Israel anunció la creación de una «zona humanitaria» en la zona de Jan Yunis y afirmó que el flujo de camiones con ayuda aumentaría «significativamente». El 30 de octubre, la directora de OCHA, Lisa Doughten, presionó al Consejo de Seguridad de las Naciones Unidas para que se utilizaran puntos de entrada adicionales a Gaza, sugiriendo el cruce fronterizo de Kerem Shalom como la única entrada equipada para procesar rápidamente un número suficientemente grande de camiones. El 13 de noviembre, las Naciones Unidas anunciaron que ya no tenían suficiente combustible para entregar ayuda humanitaria a Gaza, lo que llevó a la ministra de Asuntos Exteriores canadiense, Mélanie Joly, a decir: «Esto no es aceptable». El 17 de noviembre, la ONU suspendió nuevamente la entrega de ayuda debido a la escasez de combustible y el corte de las comunicaciones.

## Reacción internacional
El comisionado de la UNRWA, Philippe Lazzarini, describió la situación como «escalofriante» y la Organización Mundial de la Salud afirmó que se estaba «fuera de control». 
El 26 de octubre, la Organización Mundial declaró que la crisis humanitaria y sanitaria de Gaza había «alcanzado proporciones catastróficas».Martin Griffiths jefe de Asuntos Humanitarios de las Naciones Unidas, afirmó que la crisis humanitaria en Gaza era la peor que había visto en su vida y afirmó: «No lo digo a la ligera. Quiero decir, comencé en mi Años 20 lidiando con los Jemeres Rojos y recuerdas lo malo que era eso, los campos de exterminio». Griffith afirmó que fue la peor de la historia porque, a diferencia de otras crisis humanitarias, la gente de Gaza no tenía adónde huir.
Un vídeo de Médicos Sin Fronteras compartido por la directora de Amnistía Internacional, Agnès Callamard afirmó: «Esta brutal aniquilación del sistema de salud de una población entera va más allá de lo que la ayuda humanitaria puede solucionar». El 28 de noviembre, el jefe de la ONU, António Guterres declaró que «la catástrofe humanitaria en Gaza está empeorando día a día». El 3 de diciembre, el secretario general de la OMS, Tedros Adhanom Ghebreyesus, visitó el Complejo Médico Nasser y declaró: «Los pacientes recibían atención en el suelo, gritando de dolor...No encuentro palabras lo suficientemente fuertes para expresar nuestra preocupación por lo que estamos presenciando».
El 4 de diciembre, la presidenta de la Cruz Roja Mirjana Spoljaric Egger visitó la Franja de Gaza y afirmó: «las cosas que vi allí van más allá de cualquier cosa que cualquiera debería estar en condiciones de describir».
El 6 de diciembre, el secretario de la ONU, António Guterres, invocó el Artículo 99 de la Carta de las Naciones Unidas afirmando que «Nos enfrentamos a un grave riesgo de colapso del sistema humanitario». Una declaración conjunta de más de veinte organizaciones humanitarias y de la ONU describió la crisis es «una de las peores que hemos presenciado». El 8 de diciembre, el portavoz de Unicef, Thomas White, declaró: «El orden civil se está desmoronando en Gaza... La sociedad está al borde del colapso total». 
El 10 de diciembre, Bushra Khalidi, experto de Oxfam afirmó que la situación ya no era "sólo una catástrofe, es apocalíptica. Philippe Lazzarini declaró: Según cualquier descripción, es definitivamente la peor situación que he visto jamás. El 11 de diciembre, un enviado de la ONU visitó Gaza, lo que llevó al representante de Ecuador a declarar: "La realidad es incluso peor de lo que las palabras pueden expresar".El 13 de diciembre, el jefe de derechos humanos de la ONU, Volker Türk, declaró la crisis estaba "mucho más allá del colapso.
Luego el 19 de diciembre, James Elder portavoz de Unicef, dijo: Estoy furioso porque los niños que se están recuperando de amputaciones en los hospitales luego son asesinados en esos hospitales.El 27 de diciembre, un representante de MSF declaró: No se puede describir esto en absoluto como una respuesta humanitaria: cuando no podemos garantizar la seguridad de nuestros equipos.